# Représentations de Gilles de Rais dans l'art et la culture

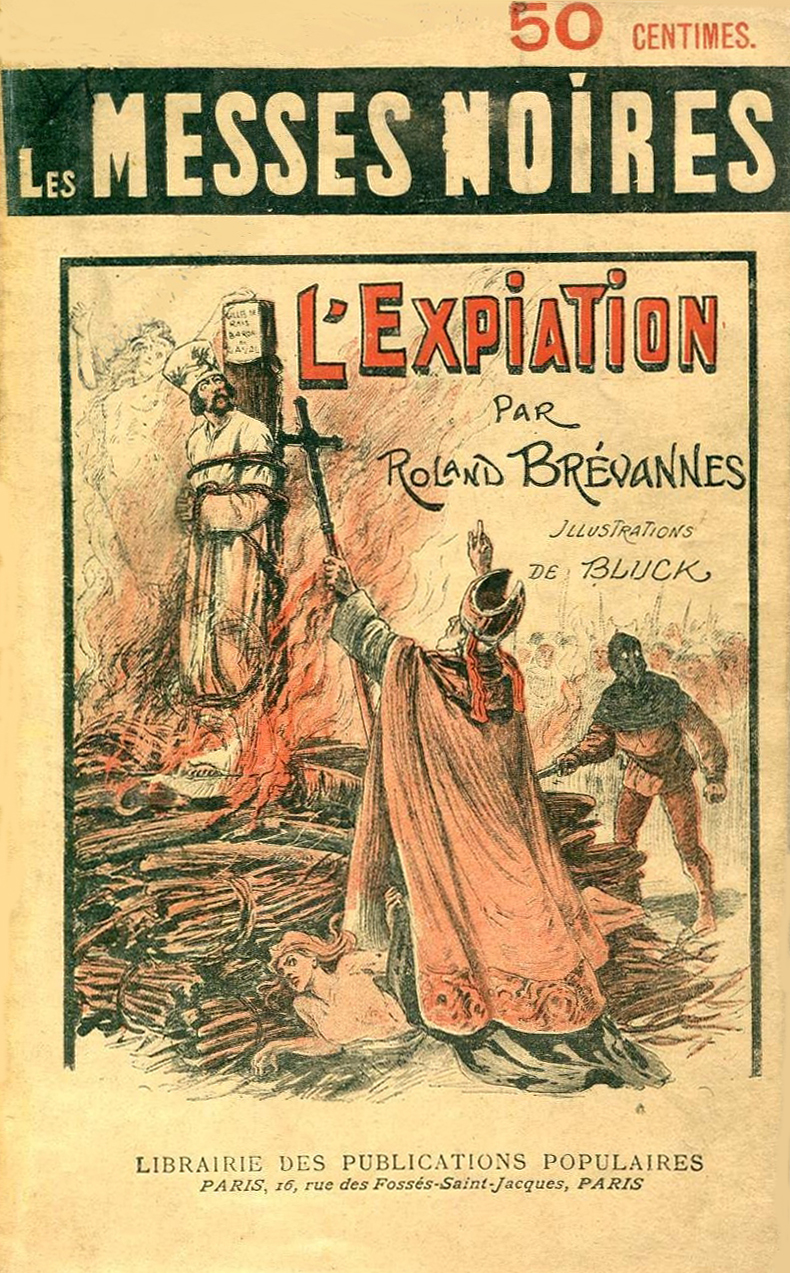
Teintés d'érotisme, les fascicules illustrés de la série littéraire Les Messes noires exploitent la fascination de la « Belle Époque » pour l'occultisme et le satanisme, à grand renfort de succubes, projections astrales et caresses fluidiques.
Roland Brévannes, L'expiation, Paris, Librairie des publications populaires, (1906 ?). Couverture de Bluck, représentant le supplice de Gilles de Rais.

Gilles de Rais, compagnon d'armes de Jeanne d'Arc et assassin d'enfants, a inspiré plusieurs œuvres. Dès le XVe siècle, le personnage apparaît dans le Mystère du siège d'Orléans tandis que le poète flamand Georges Chastelain l'évoque au détour d'un vers. Le seigneur de Tiffauges subit ensuite une longue éclipse dans les représentations culturelles avant que le folklore ne le transfigure en Barbe bleue.
Au cours du XIXe siècle, la fiction s'empare du personnage pour en décliner diverses facettes sanguinaires dans la littérature en premier lieu, puis dans le théâtre et la musique. À compter du XXe siècle, la bande dessinée et l’anime s'intéressent également à son histoire, tandis que le cinéma s'abstient d'ordinaire de reconstituer son existence criminelle. L'accent romanesque porte fréquemment sur l'ambivalence présumée de ses rapports avec Jeanne d'Arc, malgré le manque de sources historiques à ce sujet.

## Iconographie
Toutes les effigies de Gilles de Rais sont posthumes et imaginaires. Une gravure censée le représenter a été publiée en 1731 dans Les monumens de la monarchie françoise, qui comprennent l'histoire de France, avec les figures de chaque règne que l'injure des tems a épargnées, ouvrage rédigé par Dom Bernard de Montfaucon. Légendée Gilles de Laval, cette figure équestre reproduit un document plus ancien, remontant au XVe siècle : une miniature sur parchemin légendée simplement Laval, incluse dans lʼArmorial de Gilles Le Bouvier, dit Berry, héraut d'armes du roi Charles VII.
Que ce soit dans l'enluminure Laval du XVe siècle ou dans la copie Gilles de Laval gravée au XVIIIe siècle, les traits du visage du chevalier en armure sont dissimulés par son heaume fermé tandis que son écu et la housse de sa monture arborent de manière visible les armoiries des comtes de Laval — et non celles des barons de Rais. Bien que Dom Bernard de Montfaucon croit reconnaître le sire de Rais dans l'enluminure, la figure équestre ne peut être identifiée avec certitude selon le chartiste Auguste Vallet de Viriville, qui préfère y voir une représentation « de type abstrait » des comtes de Laval, image d'ordre héraldique plutôt que portrait individuel. L'identification contestée de Montfaucon n'en sera pas moins reprise ultérieurement par d'autres auteurs, à commencer par l'abbé Bossard.

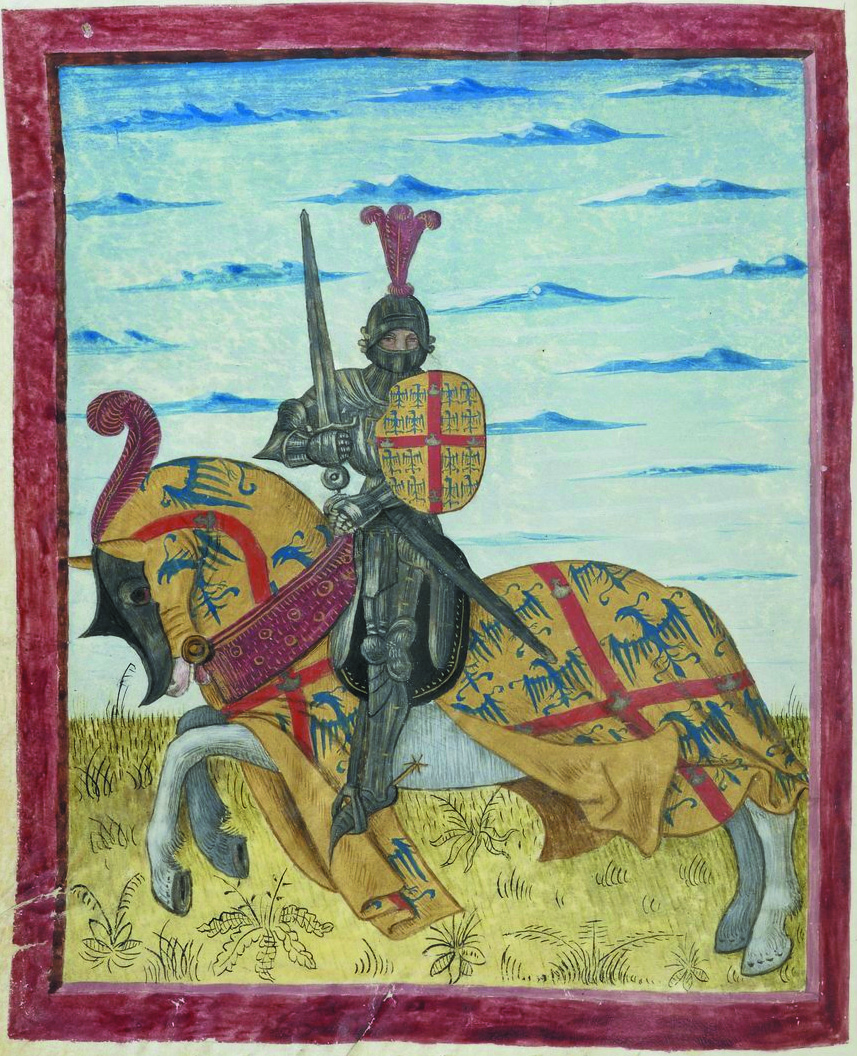
Laval, enluminure sur parchemin, Armorial de Gilles Le Bouvier, dit Berry, héraut d'armes du roi Charles VII, ms. 4985, fo 78 vo, XVe siècle, BnF.
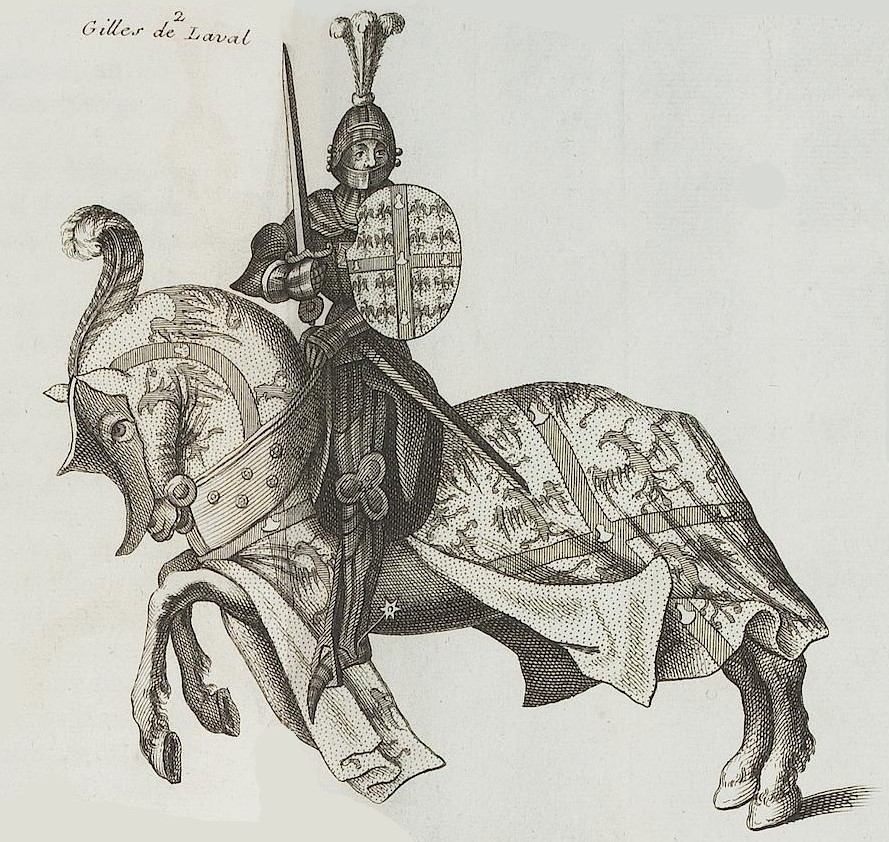
Gilles de Laval, gravure tirée de l'ouvrage de Dom Bernard de Montfaucon, Les monumens de la monarchie françoise, qui comprennent l'histoire de France, avec les figures de chaque règne que l'injure des tems a épargnées (1731).

Par ailleurs, Gilles de Rais est représenté imberbe, les cheveux mi-longs et « vêtu d'un costume Renaissance » anachronique, dans deux miniatures qui dépeignent respectivement son procès et son exécution. La première miniature orne une copie du procès ecclésiastique et la seconde une copie du procès civil. Frappées aux armes de la famille Bouhier, les deux enluminures et leurs supports manuscrits étaient conservés autrefois par le juriste et historien Jean Bouhier (1673-1746), président à mortier au parlement de Dijon, puis membre de l'Académie française. En partie héritée de son grand-père Jean III (1607-1671), lui-même magistrat bourguignon,,, la collection de recueils de manuscrits du président Bouhier s'inscrivait dans la tradition érudite consistant à rassembler, aux XVIIe et XVIIIe siècles, des copies de procès relatifs aux crimes de lèse-majesté comme autant d'exemples de condamnations juridiques frappant la noblesse,,.
Remontant à l'année 1530,, la miniature de l'exécution figure le criminel repentant, les mains ligotées et jointes en un geste de prière, la tête et les yeux humblement baissés en signe de contrition. Datée du XVIIe siècle, l'autre miniature représente Gilles de Rais, le couvre-chef à la main, s'adressant à l'évêque mitré qui préside l'officialité durant le procès ecclésiastique.

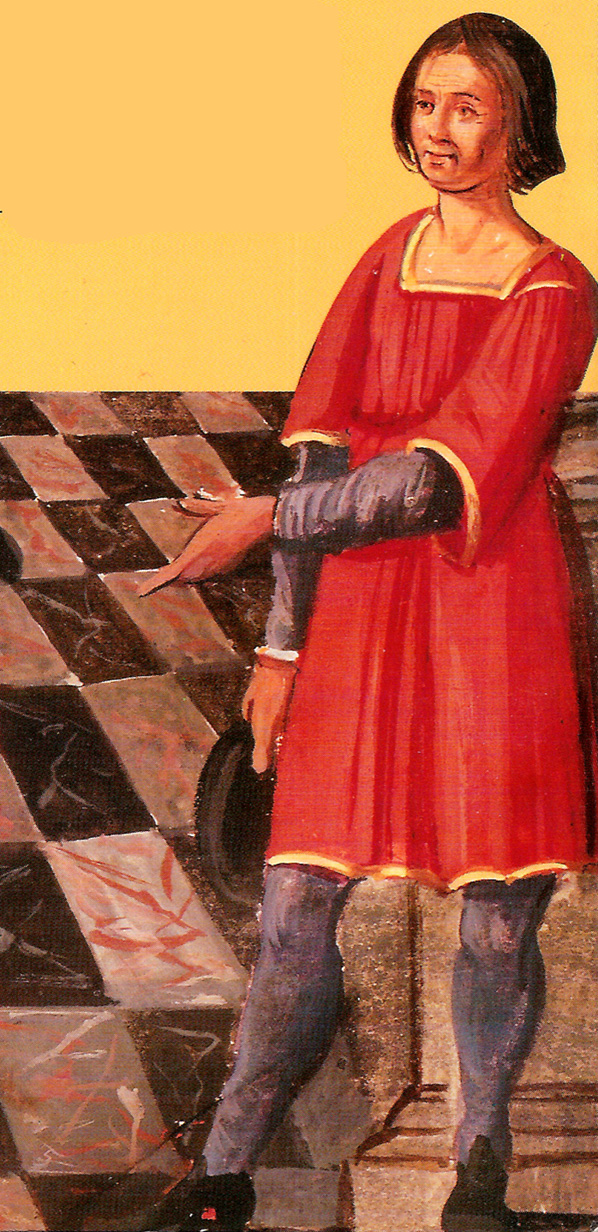
Détail d'une miniature représentant le procès de Gilles de Rais. Armes de la famille Bouhier, manuscrit à peinture, ms latin 17663, XVIIe siècle, BnF.
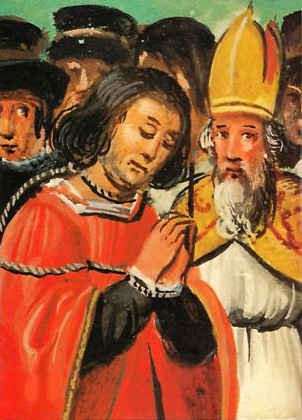
Détail d'une miniature représentant l'exécution de Gilles de Rais. Armes de la famille Bouhier, manuscrit à peinture, ms français 23836, XVIe siècle, BnF.

La plus célèbre vue d'artiste demeure l'huile sur toile d'Éloi Firmin Féron, commandée au peintre le 29 décembre 1834 par le gouvernement du roi Louis-Philippe Ier afin de légitimer la monarchie de Juillet « en récupérant et instrumentalisant les représentations historiques de l'ancienne France. » Sur fond d'assaut de Meung-sur-Loire, « la barbe bien taillée » et la coupe au carré, fermement campé sur des moellons délabrés en s'appuyant sur une hache, Gilles de Rais en armure damasquinée prend place, en tant que figure militaire de la Guerre de Cent Ans, dans le cortège des maréchaux de France des galeries historiques du château de Versailles. Le versant criminel du personnage y est occulté.
Par la suite, de nombreuses représentations s'inspireront de l'œuvre picturale de Féron, portraiturant le plus souvent un baron de Retz barbu, aux cheveux mi-longs bruns ou noirs. La toile de Féron ou les différentes œuvres gravées d'après celle-ci sont fréquemment reproduites hors-texte, en frontispice ou en première de couverture des ouvrages consacrés à Gilles de Rais,,,.

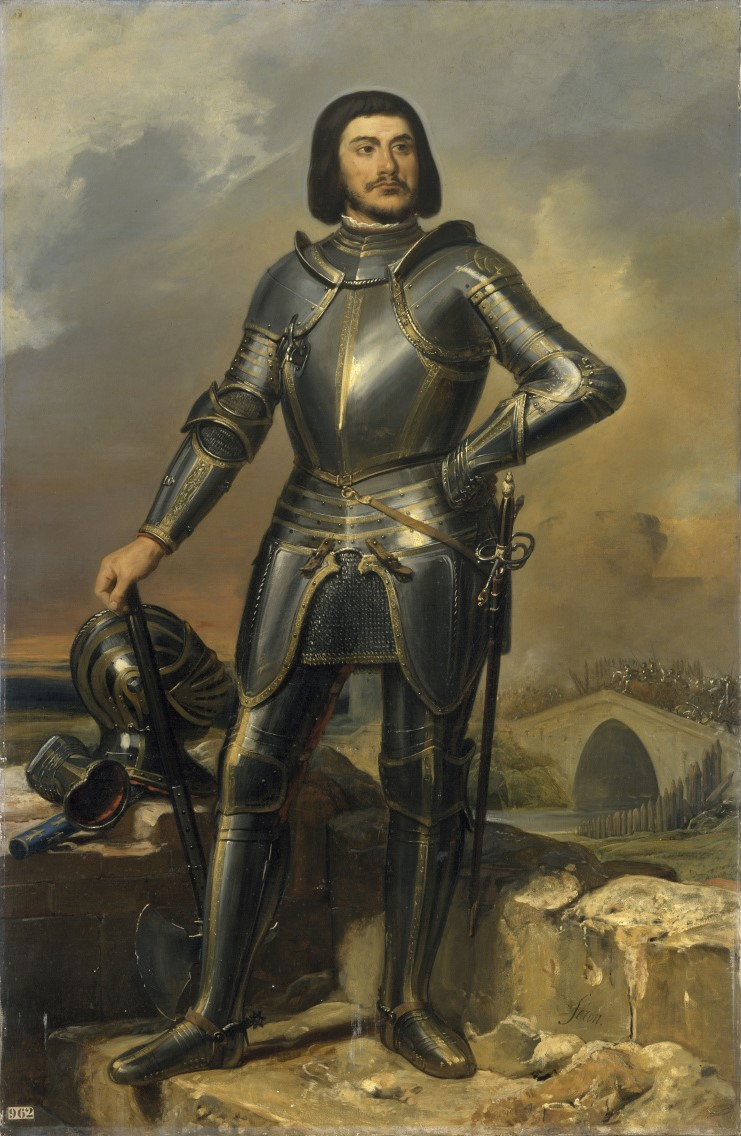
Gilles de Laval, sire de Rais, compagnon de Jeanne d'Arc, Maréchal de France (1404-1440). Vue d'artiste par Éloi Firmin Féron. Huile sur toile (1835).
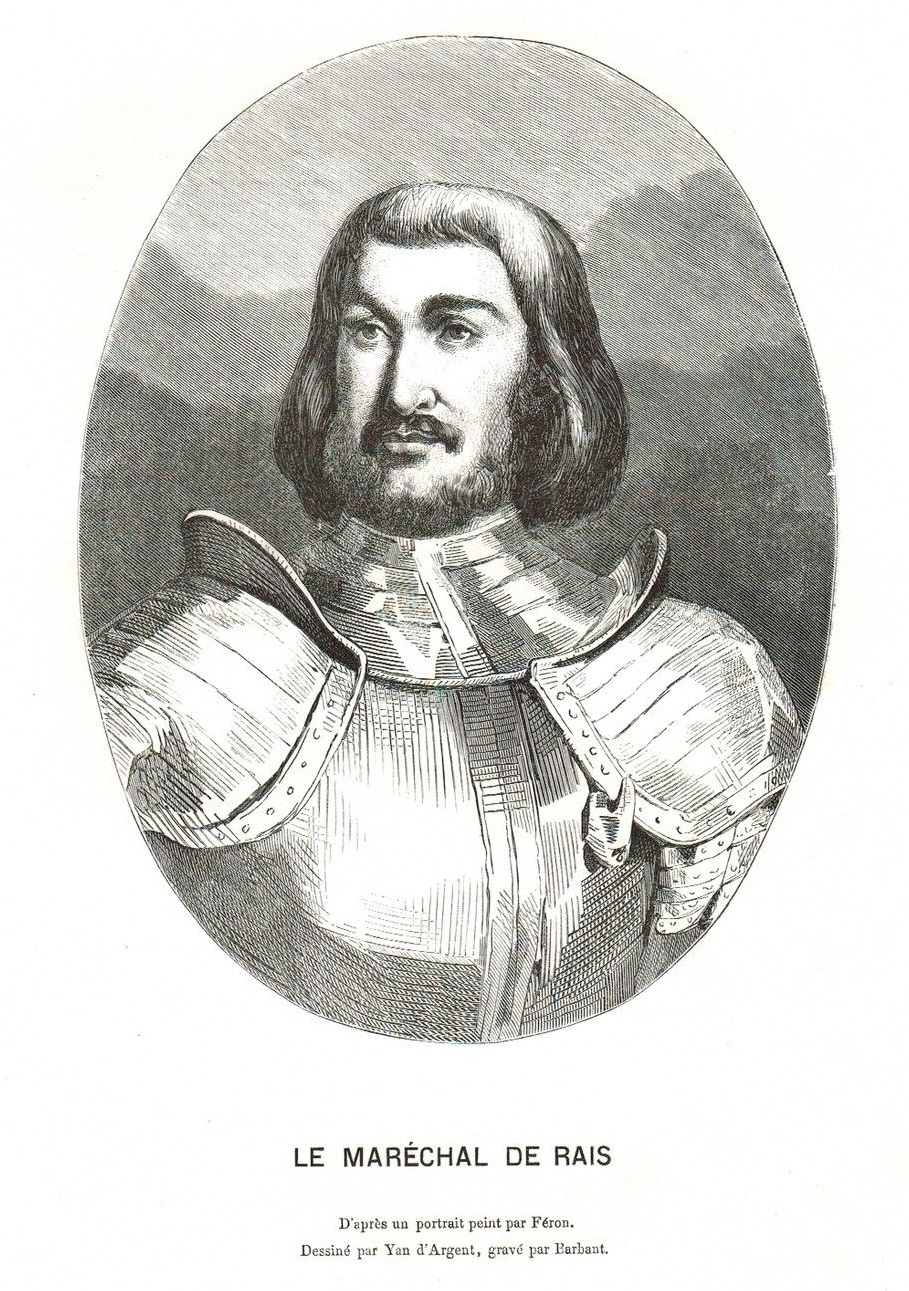
Le maréchal de Rais. Gravure de Charles Barbant d'après un dessin de Yan' Dargent inspiré par la toile de Féron, 1863.
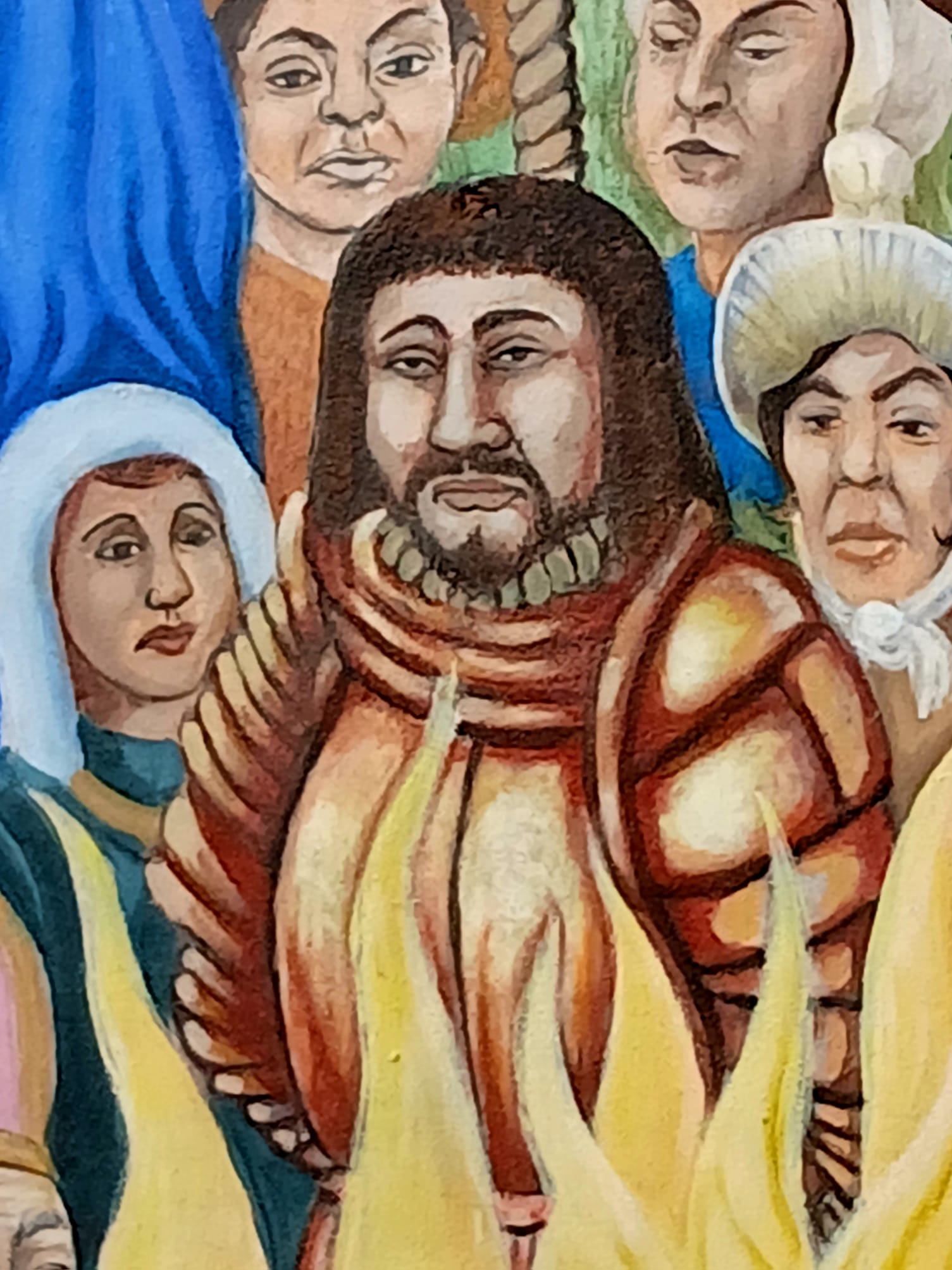
Gilles de Rais au bûcher sur Le Mur tombé du ciel.

## Folklore

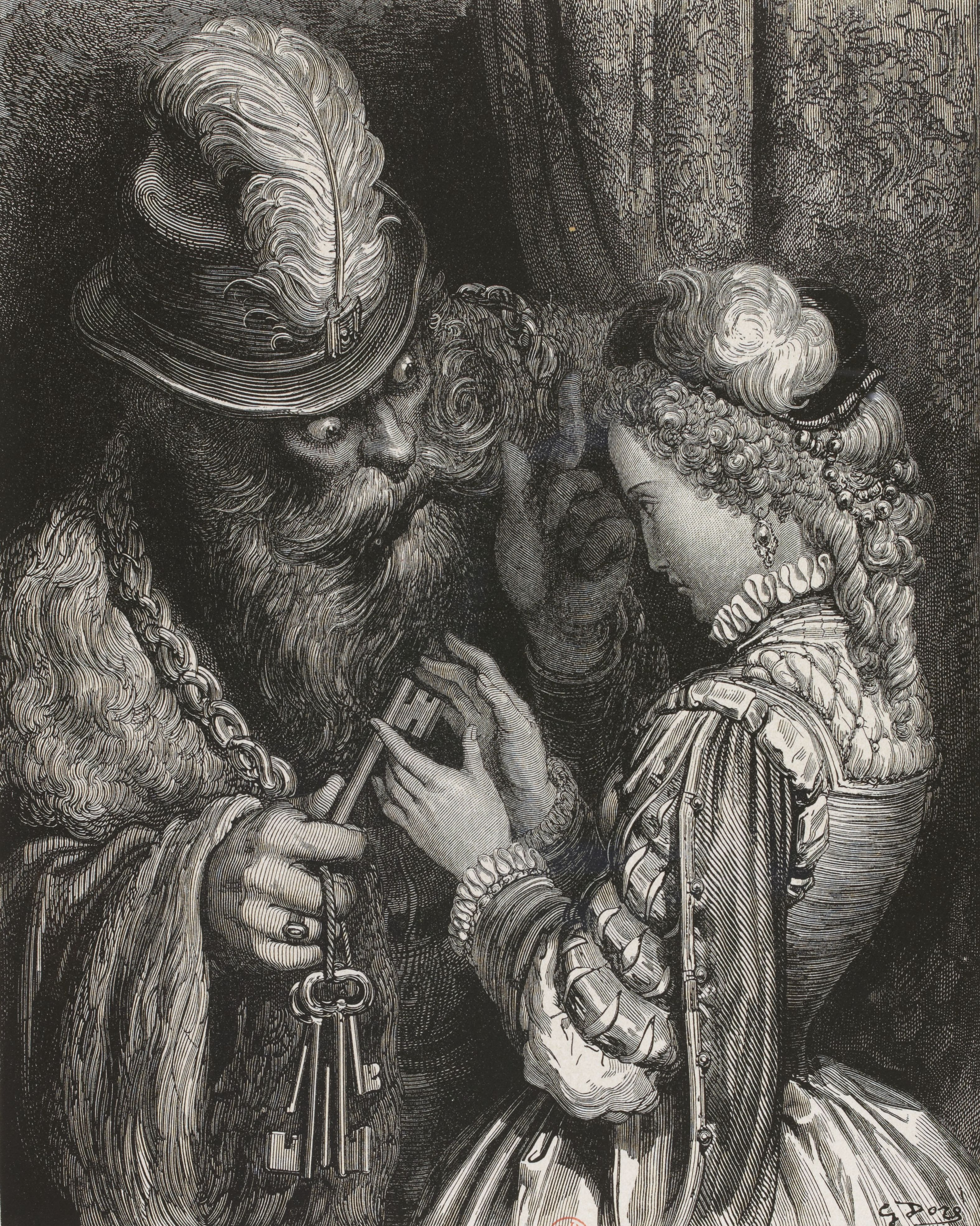
La Barbe bleue, gravure sur bois de Gustave Doré ornant Les contes de Perrault, Paris, Jules Hetzel, 1862.

À l'image d'autres personnalités historiques comme le prince breton Conomor ou le roi Henri VIII d'Angleterre, Gilles de Rais a été fréquemment associé au protagoniste de La Barbe bleue,, à tel point que cet amalgame est devenu « un cliché de la littérature folkloriste », pointe Catherine Velay-Vallantin, spécialiste de l'étude des contes. La chercheuse ajoute qu'il « est inutile de chercher dans ce fait divers l'origine du conte Barbe Bleue », précisant que ce dernier « existe indépendamment du fait historique de Gilles de Rais ». Docteur en littérature comparée, Vincent Petitjean n'en souligne pas moins que « la confusion entre les deux personnages est effective et est appelée à faire sens. »

### Gilles de Rais, inspiration du conte de Charles Perrault?
| |  |  |
| Charles Perrault s'est peut-être inspiré de Gilles de Rais pour rédiger son célèbre conte mais le débat n'est pas tranché à ce propos. |  |  |

La vie et les actions du baron de Rais présentent a priori un rapport assez ténu avec l'assassin d'épouses dépeint dans le conte populaire. Néanmoins, le chartiste Matei Cazacu considère que les circonstances de l'exécution et l'inhumation du maréchal offrent des prémisses plausibles de son assimilation à Barbe-Bleue. En outre, ce chercheur estime qu'un processus de folklorisation se met déjà en place dans les Chroniques d'Enguerrand de Monstrelet, l'un des rares chroniqueurs du XVe siècle — avec Jean Chartier — à se pencher sur le sort de son contemporain Gilles de Rais, « très grand seigneur » pendu à Nantes. De fait, Monstrelet ne se contente pas d'attribuer au maréchal la confession avérée d'assassinats de « pluisuers enfanz soubz eage » mais également des meurtres de femmes enceintes. Par cette inexactitude visant peut-être l'atténuation de faits indicibles, à savoir les viols d'enfants, le chroniqueur « voile [la geste raisienne] d'une aura légendaire, laquelle permettrait de garder la trace d'une figure monstrueuse », d'après Vincent Petitjean.
Au siècle suivant, dans son traité De la démonomanie des sorciers (1580), le théoricien politique Jean Bodin s'abstient également de parler des viols d'enfants puisqu'il emprunte à Enguerrand de Monstrelet le motif de l'assassin sacrifiant à Satan des fœtus extirpés du ventre de leurs mères. Le juriste Bodin ajoute que le baron de Rais s'apprêtait à tuer son propre fils de cette manière mais son épouse s'en avisa à temps, de sorte que son « procez luy fut faict. » Là encore, Matei Cazacu observe que ces éléments fantaisistes semblent rappeler partiellement le mythe de Barbe-Bleue. Quoi qu'il en soit, l'historiographie paraît alors mieux s'accommoder d'un hérétique — un sorcier idolâtre immolant des enfants au diable — « que d'un maniaque sexuel tuant [ses jeunes victimes] par pur plaisir », note l'écrivain Alain Jost.

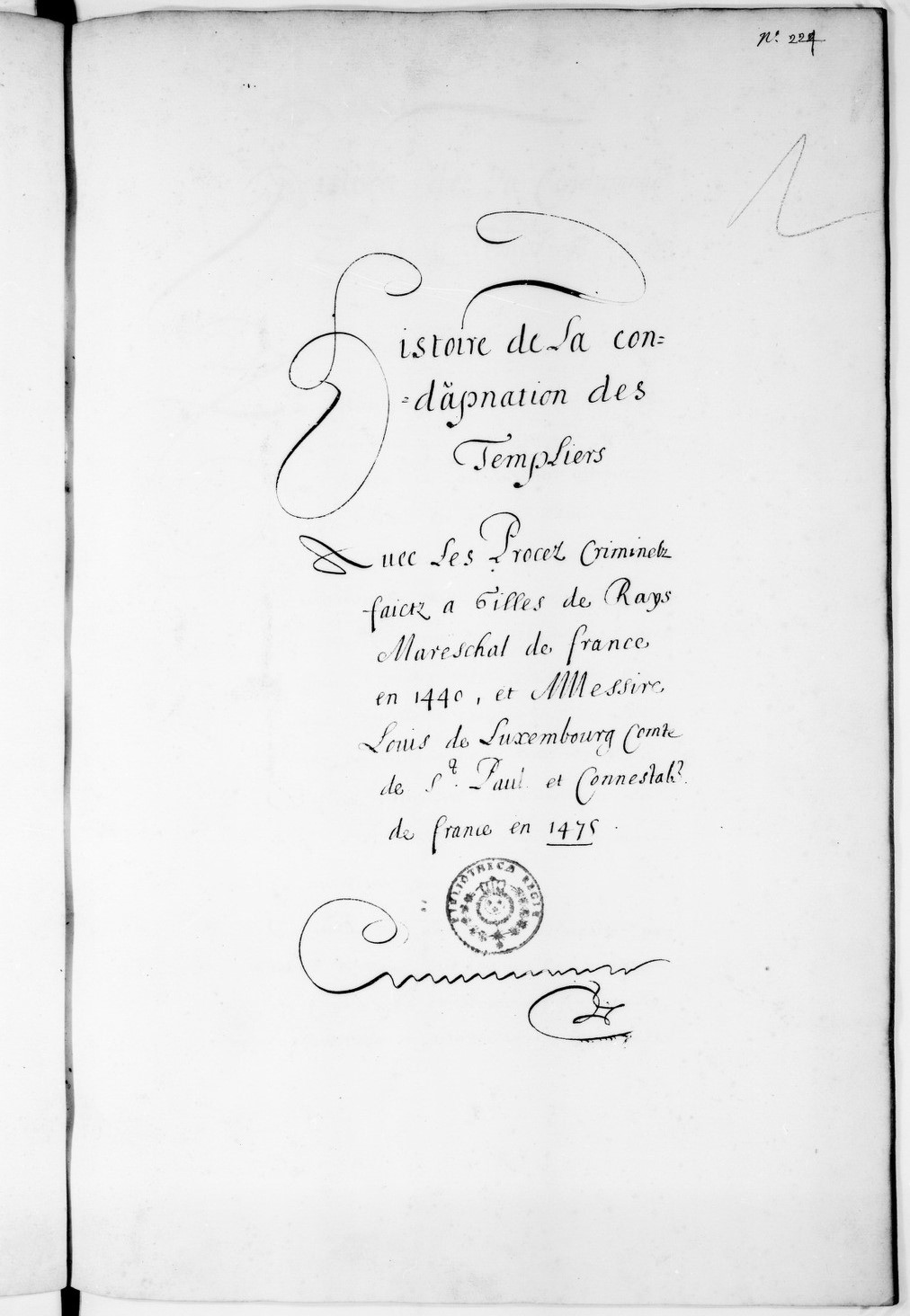
Copie manuscrite compilant divers procès criminels, dont celui de Gilles de Rais (XVIIe siècle, BnF).

Le Grand Siècle voit la publication des Contes de ma mère l'Oye (1697) chez le libraire et imprimeur parisien Claude Barbin. Ce recueil inclut La Barbe bleue, « histoire [qui] n'est pas une invention de Charles Perrault, mais un conte populaire et une ballade qui ont circulé dans toute l'Europe bien avant 1697 sous des noms différents et dans de nombreuses variantes », indique Matei Cazacu. Or, à en croire des chercheurs comme l'abbé Eugène Bossard et Matei Cazacu lui-même, la vie du seigneur de Tiffauges aurait inspiré, directement ou par ricochet, la rédaction du conte perraultien. Ainsi, Cazacu conjecture que Perrault aurait semé dans son texte plusieurs indices permettant de remonter jusqu'à Gilles de Rais, à commencer par l'absence de l'habituel sous-titre « conte » dans l'édition originale imprimée en 1697, entre autres allusions sibyllines à une histoire authentique plutôt qu'à une fable merveilleuse. Grâce à ses études de droit, l'auteur des Contes de ma mère l'Oye aurait pu avoir accès à l'une des nombreuses transcriptions manuscrites des procès ecclésiastique et séculier du maréchal, copies circulant au sein des milieux juridiques sous l'Ancien Régime,,. Cazacu décèle notamment des similitudes entre des thèmes du conte perraultien (chambre interdite et curiosité féminine) et les aveux des complices de Gilles de Rais : leurs dépositions mentionnent non seulement une pièce verrouillée renfermant des corps ou des membres humains mais également l'indiscrétion d'une certaine dame de Jarville (peut-être Jeanne des Armoises ?,) lorgnant, à travers une fente, les serviteurs du baron retirer du château de Machecoul les ossements des victimes de leur maître.
Cependant, l'hypothèse d'un Gilles de Rais ayant servi de modèle à Charles Perrault est réfutée comme trop incertaine par Vincent Petitjean. Celui-ci ne discerne aucun référence, même voilée, à l'histoire du baron dans la version couchée sur le papier par l'académicien du Grand Siècle : « malgré toute la science et l'habilité intellectuelle de Bossard et Cazacu », il n'est pas établi que le chef de file des Modernes connaissait la vie du maréchal ou que cette connaissance ait été « déterminante dans l'écriture du conte ». Petijean distingue nettement cette question relative à Perrault et ses sources d'un autre phénomène : « la confusion faite dans l'esprit populaire entre Gilles de Rais et Barbe-Bleue », vraisemblablement postérieure à la publication du conte de fée en 1697,.

### Confusion populaire entre Gilles de Rais et Barbe-Bleue
| |  |  |
| Le naturaliste Édouard Richer est le premier écrivain à mentionner une confusion folklorique entre Gilles de Rais et Barbe-Bleue dans la « Description de la rivière d'Erdre depuis Nantes jusqu'à Nort » (1820), première lettre de son Voyage pittoresque dans le département de la Loire-Inférieure. |  |  |

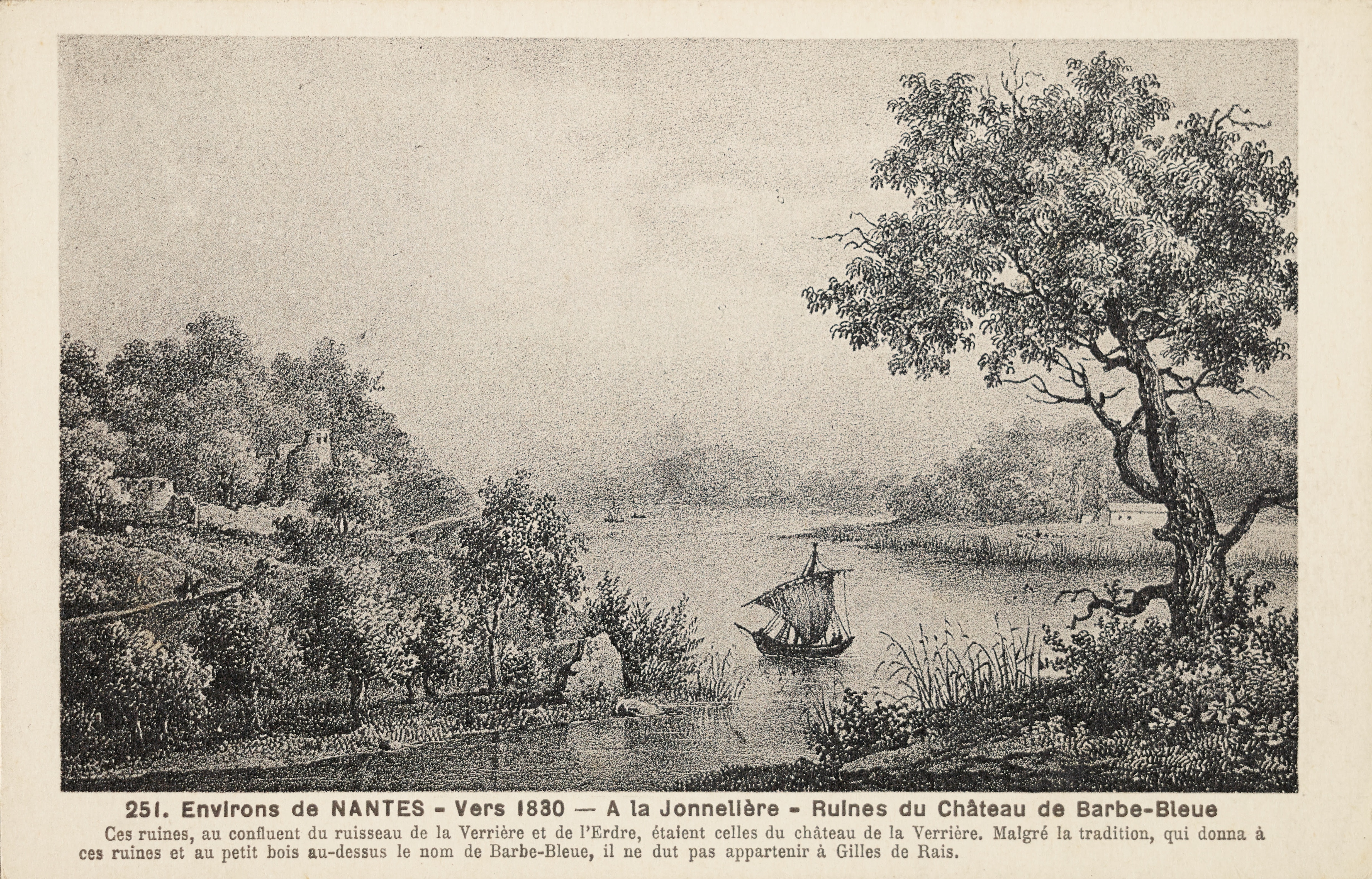
Ruines du château de la Verrière.
Carte postale, Nantes, vers 1830, Le Carton voyageur.

La trace écrite de cette confusion remonte originairement à l'année 1820, date de publication de la « Description de la rivière d'Erdre depuis Nantes jusqu'à Nort », lettre incluse ensuite au sein de l'ouvrage Voyage pittoresque dans le département de la Loire-Inférieure. Dans cette relation de voyage à travers l'actuel département de Loire-Atlantique, l'écrivain Édouard Richer est le premier auteur à mentionner, par le truchement d'un texte imprimé, une assimilation populaire entre Gilles de Rais et Barbe-Bleue. D'après des récits locaux, une légende s'enracinerait dans les vestiges du château de la Verrière sur les bords de l'Erdre, ruines pourtant localisées en dehors des domaines historiques du baron : sept grands arbres s'y dresseraient comme autant de monuments expiatoires consacrés à la mémoire des épouses assassinées par le cruel seigneur du lieu,,,.
En 1836, l'amalgame est popularisé grâce aux Notes d'un voyage dans l'ouest de la France,, rapport dans lequel Prosper Mérimée — écrivain tout autant qu'inspecteur général des monuments historiques — interprète également les traditions régionales relatives à Barbe Bleue « comme un souvenir mythifié de Gilles de Rais. » L'idée est ensuite reprise par Stendhal dans ses Mémoires d'un touriste, autre récit de voyage publié en 1838,,. Prêtant au maréchal « un amour effréné pour les femmes » moyennant une anecdote fictive, Henri Beyle prolonge le rapprochement avec Barbe-Bleue en assimilant Gilles de Rais à Don Juan, topos du « grand seigneur séducteur » ainsi que du « rebelle social, pionnier de l'individualisme radical. » Peu conforme aux sources historiques, cette interprétation surprenante marque peut-être « la véritable entrée de Gilles de Rais en littérature », selon Vincent Petitjean.
| |  |  |
| Curiosités de l'histoire de France, 2e série : Procès célèbres (1858). Les affabulations littéraires du polygraphe Paul Lacroix (dit « le Bibliophile Jacob ») vulgarisent l'amalgame entre Gilles de Rais et Barbe-Bleue, en sus de brouiller l'étude du personnage historique. |  |  |

Cependant, le genre romanesque tire parti plus tardivement de « l'équation Rais/Barbe Bleue ». En 1858, dans ses récits romancés intitulés Curiosités de l'histoire de France, le polygraphe Paul Lacroix (dit « le Bibliophile Jacob ») affuble fictivement Gilles de Rais d'une chevelure blonde détonnant avec une barbe noire aux « reflets presque bleuâtres, qui avaient fait donner au sire de Rays le surnom de Barbe Bleue, surnom populaire en Bretagne, où son histoire s'est métamorphosée en conte fantastique,. » Entre autres détails inventés par le « Bibliophile Jacob » et promis à une belle fortune littéraire, cette singulière pilosité faciale et ce sobriquet prétendument prêté au maréchal de son vivant assimilent ostensiblement ce dernier au cruel mari du conte populaire, sans que l'auteur précise à quelle version du conte il se réfère. Paul Lacroix trace ainsi la physionomie conventionnelle de Gilles de Rais dans les lettres, reprise à qui mieux mieux par d'autres romanciers tels Émilie Carpentier dans Mémoires de Barbe-Bleue (1865) et Alexandre Bessot de Lamothe dans Les Mystères de Machecoul (1871). Ces œuvres de fiction n'osent employer le personnage historique du baron, encore indicible à l'époque, qu'en l'édulcorant à travers le prisme intertextuel du conte de Perrault, voire de la figure archétypale de Don Juan comme le roman Raiz (1834) d'Hippolyte Bonnellier. Sur le plan historique, Jules Michelet ne mentionne initialement aucun rapprochement entre Gilles de Rais et Barbe-Bleue dans son Histoire de France (1841) mais à compter d'une réédition publiée en 1876, son ouvrage affirme que « l'histoire du Breton Retz, fort adoucie, a fourni la matière d'un conte ; de plus (pour l'honneur de la famille ou du pays ?), on a substitué à son nom celui du partisan anglais Blue barb,. » L'écrivain Ernest d'Hervilly admet avoir « vainement cherché la trace » de cet énigmatique Anglais.
| |  |  |
| Pour soutenir sa thèse ès-Lettres publiée en 1885, l'abbé Bossard soutient avoir glané plusieurs traditions populaires relatives à Barbe-Bleue. |  |  |

De Pierre Foucher (1772-1845), beau-père de Victor Hugo, au bibliothécaire meldois Antoine-Étienne Carro, divers témoins relèvent tour à tour sur le terrain des croyances populaires qui assimilent le pendu de Nantes à Barbe-Bleue. Toutefois, c'est principalement l'abbé Eugène Bossard qui, pour soutenir sa thèse ès-Lettres en décembre 1885,, affirme avoir recueilli maintes traditions locales. Ce prêtre cite également deux textes extraits du Grand Dictionnaire universel du XIXe siècle (1867) de Pierre Larousse, : la complainte des jeunes filles de Pléeur et la légende de Blanche de l'Herminière, récits qui n'offrent aucune similitude avec le conte perraultien, bien qu'ils nomment explicitement Gilles de Rais comme assassin à la barbe azurée. L'abbé en tire la conclusion que le processus d'assimilation populaire entre le baron et Barbe-Bleue est antérieur à la publication des Contes de ma mère l'Oye. Moissonnés durant son enquête sur le folklore, plusieurs autres « naïfs récits du foyer » ignorent le seigneur de Rais historique et intronisent à sa place Barbe-Bleue en tant que sire de Tiffauges en Vendée, maître de Machecoul en Bretagne et seigneur de Champtocé en Anjou. À travers sa collecte ethnologique, Bossard entend démontrer le caractère constant et pluriséculaire d'une tradition « identique, universelle » d'origine bretonne, conservant et déformant simultanément le terrible souvenir du baron, ce qu'attesterait une vox populi incarnée par des témoins géographiquement dispersés et dépositaires d'une mémoire ancestrale, « mères, nourrices » et autres vieillards « quasi-nonagénaires »,. De la sorte, Barbe-Bleue ne serait pas Gilles de Rais mais une représentation de celui-ci.
Les assertions de Bossard sont sévèrement critiquées par le jury d'examen lors de la soutenance de sa thèse à la Faculté de lettres de Poitiers. L'historien Jules Flammermont, membre du jury, rejette l'idée que Gilles de Rais se trouve à l'origine de la légende de Barbe-Bleue. De plus, il blâme l'abbé d'avoir commodément déniché les légendes populaires dans le Grand Dictionnaire universel du XIXe siècle, en sus de méconnaître les travaux des ethnologues Eugène Rolland et Henri Gaidoz sur le folklore. Enfin, Flammermont considère que Bossard n'a aucunement prouvé l'ancienneté de la confusion légendaire entre le baron criminel et le mythique tueur d'épouses, rapportée seulement au début du XIXe siècle.

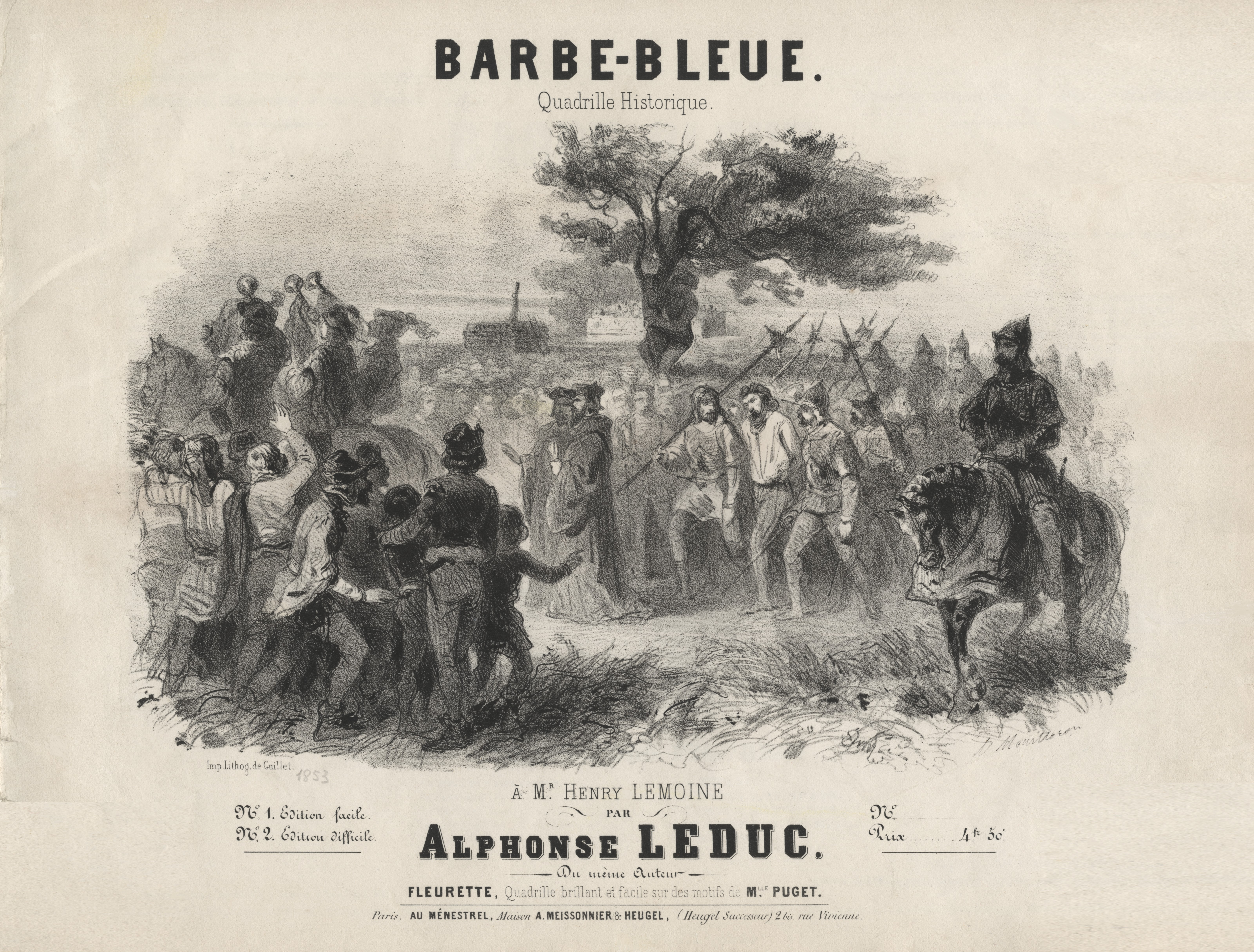
Barbe-Bleue, quadrille historique, partition musicale composée par Alphonse Leduc et illustrée par Adolphe Mouilleron, XIXe siècle.

En se fondant sur les travaux de Marc Soriano et Ute Heidmann,,, Vincent Petitjean objecte à son tour que le conte est « un objet d'étude ingrat, puisqu'il est impossible de connaître l'état d'une version à un moment précis en raison de cette dynamique narrative qui fait qu'il s'élabore en se transmettant. » Par conséquent, nous ignorons la teneur exacte du récit oral et populaire dont s'inspirerait originellement le conte perraultien qui fixe à l'écrit une version pérenne. Du reste, ce texte des Contes de ma mère l'Oye constitue une œuvre proprement littéraire qui entretient un « dialogisme intertextuel » complexe avec de multiples sources (Virgile, Apulée, Paul Scarron), sans se raccorder de manière illusoire à d'évanescentes traditions orales par nature inaptes à éclaircir le débat, explique Roger Zuber. Pour ce chercheur, c'est la littérature — le conte écrit par Perrault — qui finit par imprimer sa marque dans le folklore, et non le processus inverse. De fait, les éditions des Contes de ma mère l'Oye, y compris des éditions séparées de La Barbe bleue, se succèdent presque sans discontinuité durant le XIXe siècle, période qui voit régulièrement nombre d'adaptations du conte perraultien créées à la scène (opéras, pièces de théâtre, etc.).
Non exempte d'approximations, la thèse bossardienne s'en trouve dès lors fragilisée aux yeux de Vincent Petitjean : « l'histoire de Barbe-Bleue que l'on se racontait était-elle la même à l'époque de Bossard qu'à l'époque de Perrault, la même à l'époque de Perrault qu'à la mort de Gilles ? » La question se pose d'autant plus qu'à compter de la seconde moitié du XIXe siècle, un véritable foisonnement littéraire s'empare des contes merveilleux — dont Barbe-Bleue — pour en offrir de multiples réécritures à rebours, voire des altérations adultes sous la plume de Jean Lorrain ou Catulle Mendès. Spécialiste de la littérature décadente, Jean de Palacio en vient à suggérer que « Gilles de Rais pourrait bien être l'expression la plus efficace de la perversion du merveilleux » car l'assimilation entre le baron et Barbe-Bleue « brise l'indétermination (époque, noms de personnes et de lieux...) si caractéristique du conte ; pire encore, elle le fait entrer dans l'histoire », explique Vincent Petitjean. De surcroît, la réfutation même de l'amalgame entre les deux personnages conduit certains auteurs à modifier le conte perraultien, à l'exemple de Joris-Karl Huysmans dans Là-bas (1891) et d'Anatole France dans Les Sept femmes de la Barbe-Bleue et autres contes merveilleux (1909).

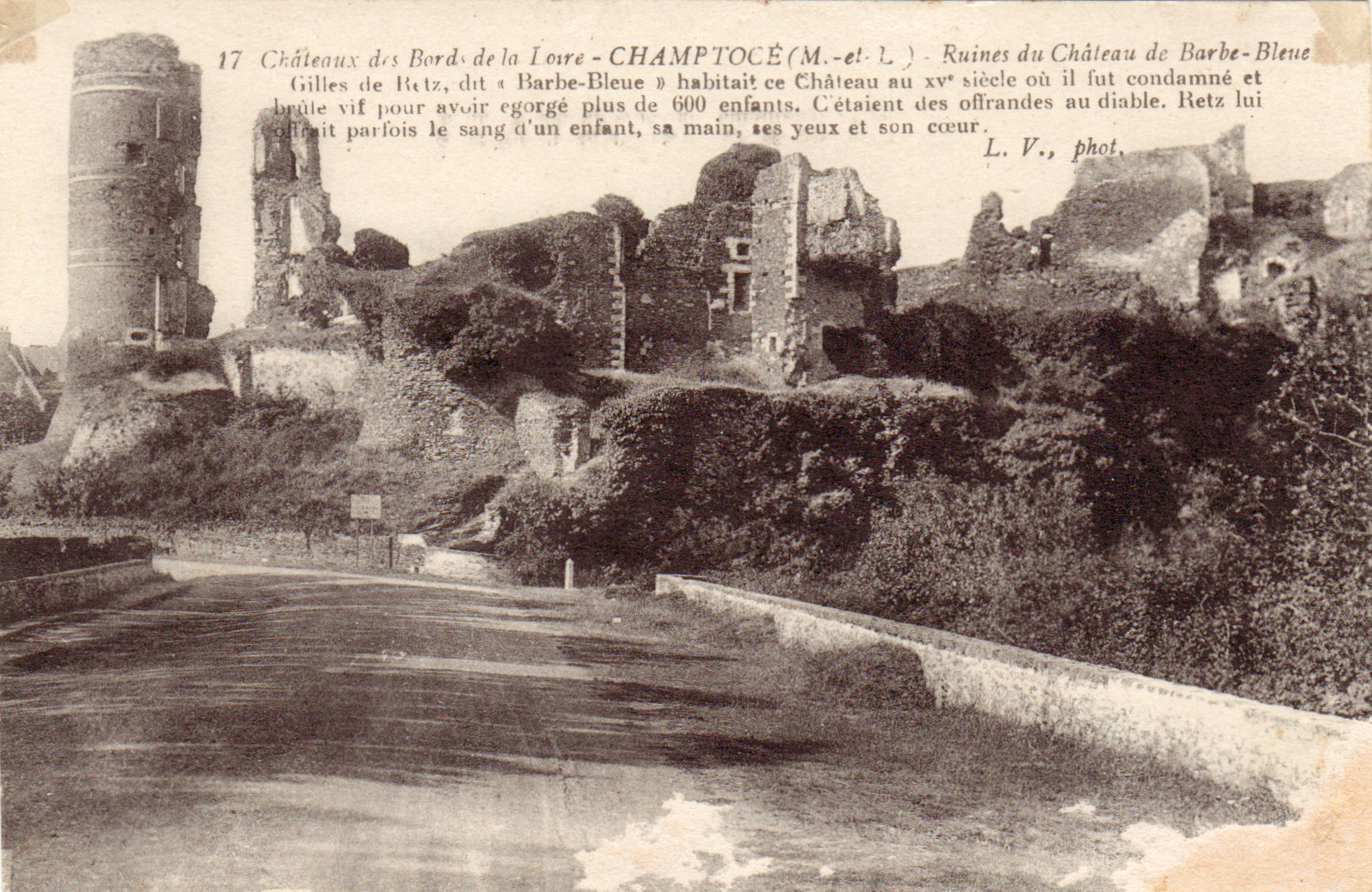
Ruines du château de Barbe-Bleue (carte postale ancienne). Aujourd'hui, les ruines des forteresses de Machecoul et Tiffauges restent communément associées au personnage du conte populaire dans les indications ou animations touristiques,,.

La thèse bossardienne afférente au folklore popularise le rapprochement entre le baron médiéval et l'égorgeur d'épouses mais à partir de la seconde moitié du XXe siècle, les éditions successives des Contes de ma mère l'Oye ne paraissent plus s'y fier, renonçant ainsi à une vaine « quête des origines. » Or Matei Cazacu appuie et actualise certaines conclusions de l'abbé Bossard en soulignant la concordance cartographique entre trois types de données : « la répartition géographique des propriétés de Gilles de Rais en Bretagne, Vendée, Poitou, Anjou et Maine ; les localités d'où avaient disparu des enfants et qui sont mentionnées dans le procès de 1440 ; les localités où le conte de Barbe-Bleue a été enregistré par les folkloristes. » Dans telle « région bien délimitée » identifiant le maréchal au meurtrier à la barbe bleuâtre, personnage mythique sans identité précise ni ancrage temporel, les ruines castrales des anciennes demeures de Gilles de Rais « ont contribué, par leur simple existence, à la fixation des récits sur un support matériel, véritable lieu de mémoire. »

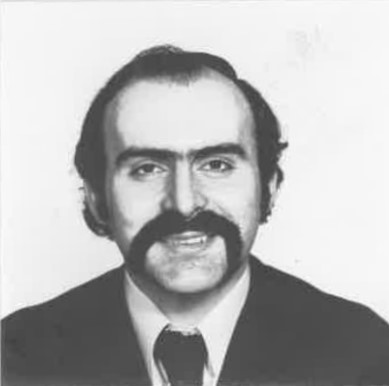
L'historien Matei Cazacu, chartiste de formation.

Au surplus, les viols d'enfants représentent un interdit civilisationnel malaisément transmissible sur le plan mémoriel ; d'après Matei Cazacu, il n'en existe pas d'exemple dans le folklore car l'enfant y demeure un « être asexué par excellence », malgré les nombreux contes figurant des marmots diversement tués et dévorés. La mémoire collective opèrerait donc un « glissement de sens » de génération en génération, en intégrant finalement la figure historique du seigneur de Tiffauges dans une « catégorie connue », celle de l'assassin de femmes, archétype personnifié en l'occurrence par un horrible « séducteur viril (barbu) », Barbe-Bleue. Le chartiste souscrit à l'analyse du folkloriste Paul Delarue dans Le Conte populaire français, selon laquelle « il est difficile d'assimiler le conte [de Barbe-Bleue] et l'histoire [de Gilles de Rais]. Ce n'est pas la légende historique qui a inspiré le conte, mais plutôt ce dernier qui, tardivement, a prêté son nom à la légende comme il arrive souvent. » Cazacu conclut que :
« Gilles de Rais n'est pas Barbe-Bleue, mais la figure de ce dernier, un mythe archaïque à circulation universelle, a englobé et a occulté, pour les habitants de la France de l'Ouest, les crimes réels du maréchal et les a intégrés dans un « type » qui s'exprime dans les contes populaires et les complaintes. »
Le médiéviste Olivier Bouzy, quant à lui, considère que le cas du seigneur de Tiffauges ne relève pas du processus de mythification analysé par Georges Dumézil, philologue et historien des religions. Selon Dumézil, un mythe peut devenir une histoire — à l'instar des récits de l'historiographie latine transfigurant une divinité indo-européenne en Horatius Coclès — mais Olivier Bouzy observe que l'assimilation hasardeuse de Gilles de Rais à Barbe-Bleue inverse le processus précité. Au demeurant, le médiéviste juge que l'égorgeur d'épouses et sa chambre interdite constituent « une simple réécriture du mythe de Pandore et de sa fameuse boîte » tandis que le baron de Rais, tueur sadique et violeur de dizaines d'enfants, ne saurait être « un avatar du bien pâlichon Barbe bleue. »

## Littérature

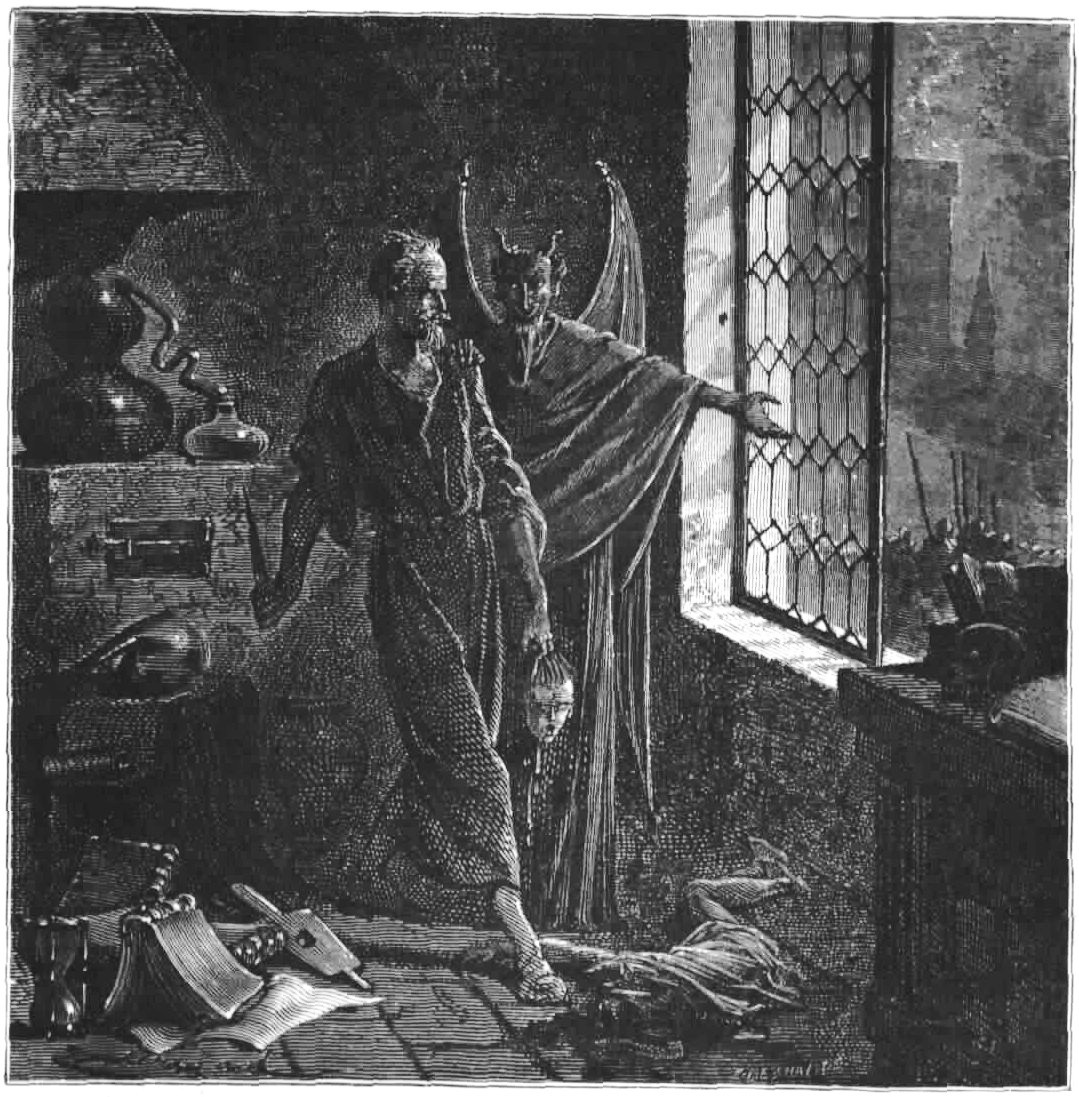
Gilles de Laval, baron de Retz. Illustration d'Émile Bayard dans Histoire de la magie, du monde surnaturel et de la fatalité à travers les temps et les peuples (1870) de Pierre Christian (alias Pierre Pitois).

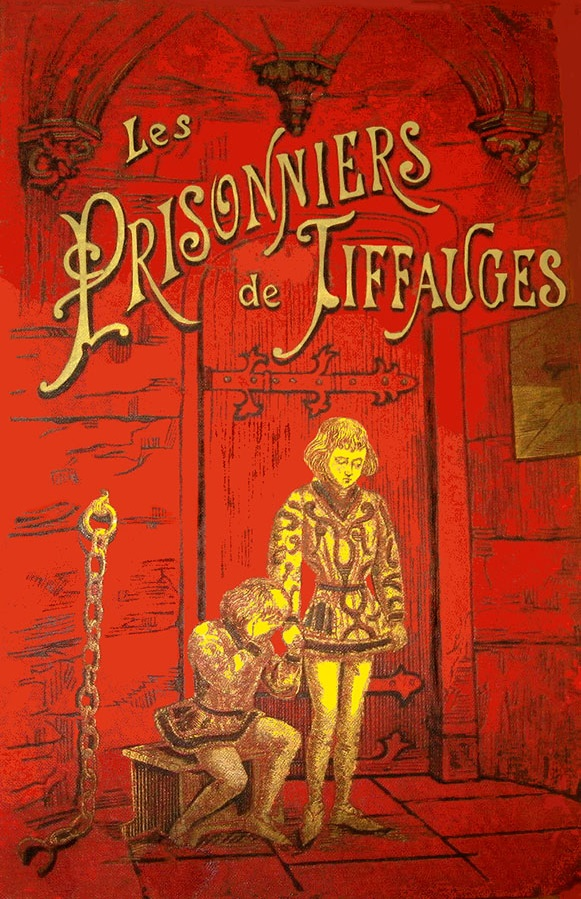
Couverture illustrée du roman d'Émilie Carpentier, Les Prisonniers de Tiffauges, illustré par Émile Mas (1892).

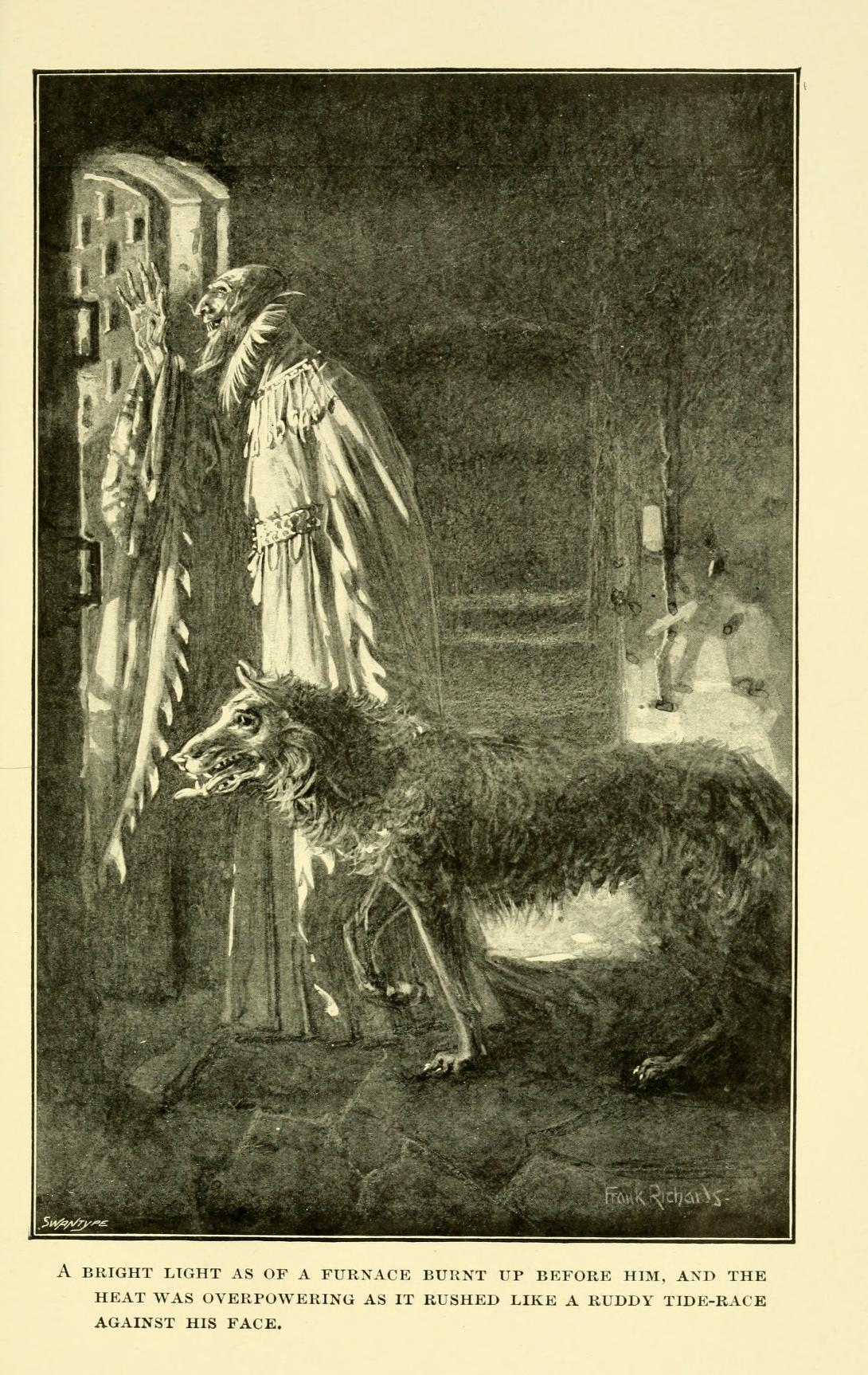
Gilles de Retz et la lycanthrope Astarté (la Meffraye sous sa forme animale), illustration de Frank Richards pour The Black Douglas (1899) de S. R. Crockett. Lecture de jeunesse de J.R.R. Tolkien, ce roman lui a inspiré partiellement la scène de l'attaque des Wargs dans Le Hobbit. En outre, le personnage du baron sataniste français constitue peut-être l'une des influences à l'origine du Nécromancien mais la filiation n'est pas prouvée.

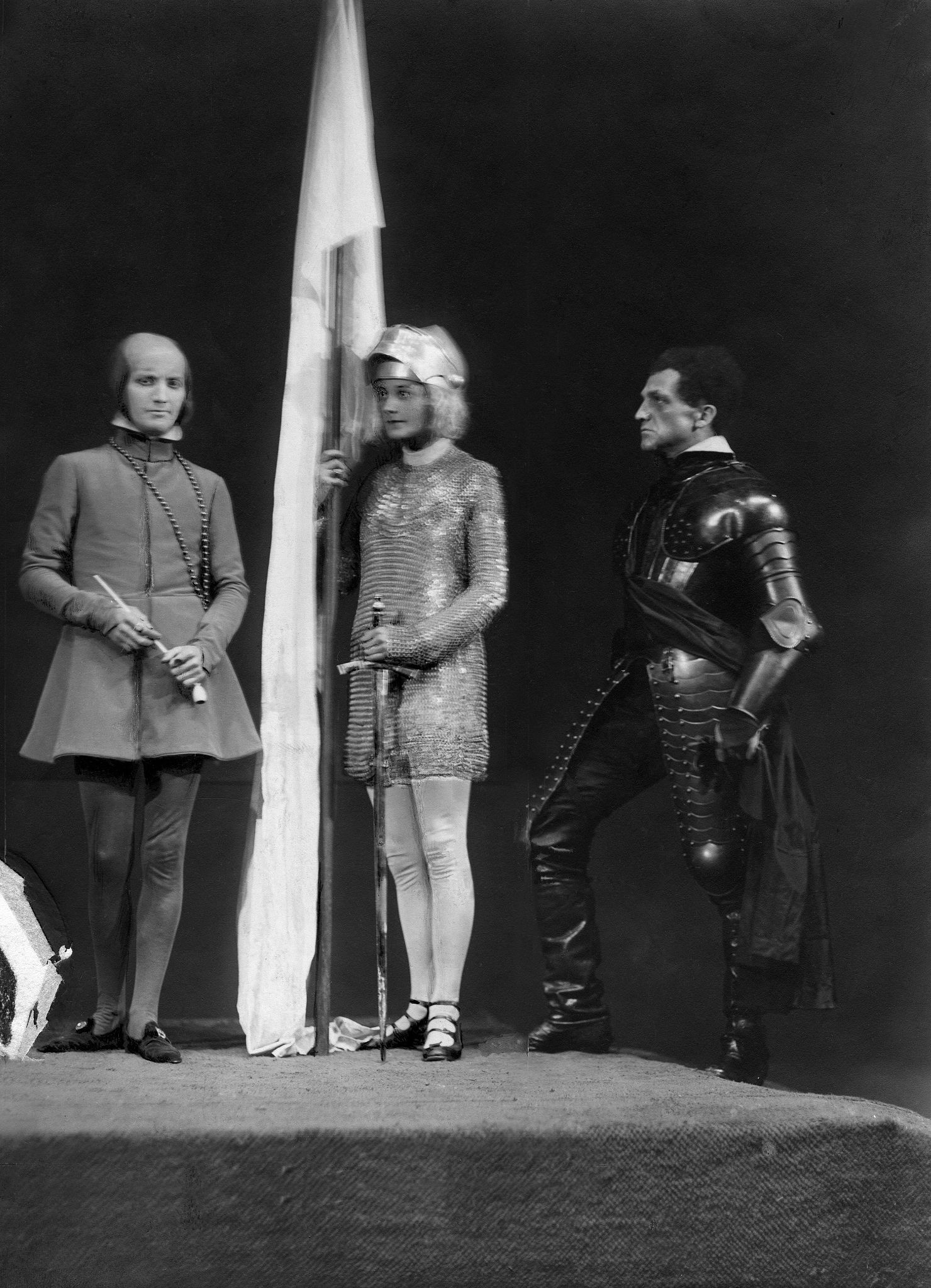
Représentation de la pièce de Georg Kaiser, Gilles und Jeanne, à l’Altes Theater de Leipzig, 2 juin 1923.

Malgré la grande diversité d'œuvres artistiques inspirées par Gilles de Rais, c'est la littérature qui s'est notamment intéressée au personnage.
Dans Le Temple de Boccace (vers 1465), poème écrit majoritairement en prose où « l'histoire domine totalement, qu'elle soit biblique, antique ou médiévale », l'historiographe flamand Georges Chastelain évoque le cadavre pendu d'un « triste et malheureux chevalier », livré aux flammes et entouré d'une nuée fantomatique de marmousets vindicatifs,.
Au cours de la seconde moitié du XVe siècle, il apparaît en tant que compagnon d'armes de Jeanne d'Arc dans le Mystère du siège d'Orléans, œuvre théâtrale composée vers 1450-1500. Le seigneur de Tiffauges subit ensuite une longue éclipse dans les représentations culturelles. 
Les chroniques médiévales ne s'attardent généralement pas sur son existence, de même que les historiens régionaux de l'époque moderne. Sous l'Ancien Régime, le classicisme n'est pas porté sur ce type de personnage tandis que la littérature de colportage, pourtant friande de faits-divers et historiettes criminelles édifiantes, délaisse le supplicié de Nantes. Au Siècle des Lumières, il est mentionné succinctement par Voltaire, qui présente le maréchal en victime de la superstition et du fanatisme religieux. Par la suite, le marquis de Sade le cite en exemple de « maître libertin et [d]’instrument des lois de la nature » dans La Philosophie dans le boudoir (1795) et l’Histoire de Juliette, ou les Prospérités du vice (1800), sans ériger pour autant le grand seigneur pervers du pays de Retz en figure importante de son système philosophique,. Du reste, les pamphlets révolutionnaires vilipendent bien plus fréquemment le « divin marquis » que le sanglant baron médiéval comme incarnation licencieuse d'une noblesse despotique abusant de ses privilèges.
Le cas de Gilles de Rais commence à être commenté plus fréquemment à compter du XIXe siècle, lorsque les récits folkloriques consignent sa transfiguration en Barbe bleue. Concomitamment, la littérature offre désormais un genre propice à son usage comme protagoniste, malgré le caractère indicible de ses crimes : l'essayiste Michel Meurger souligne ainsi que « le Gilles de Rais fictionnel est un produit du romantisme » car le personnage s'inscrit dans la continuité littéraire d'une sinistre lignée de seigneurs-brigands libertins dépeints par le roman gothique anglais. Les cruels châtelains du « genre frénétique » sont également brossés au prisme du climat politique français, prodigue en polémiques anti-nobiliaires avivées par les auteurs républicains du temps. Les forteresses du romantisme noir, truffées d'oubliettes et de chambres de torture, se dressent comme autant de lieux de plaisirs dépravés pour des surhommes malfaisants qui y violentent leurs innocentes victimes. Cet imaginaire de l'horreur préfigure les topographies romanesques des châteaux de Machecoul et Tiffauges, dont l'hôte va « accéder au rang de paradigme du Méchant Seigneur. »
Ce sont sur ces bases que les Lettres raniment en premier lieu le pendu de la Biesse avant d'en proposer successivement diverses facettes, depuis le maréchal à la barbe bleuâtre portraituré dans des ouvrages mineurs d'écrivains sacrifiant aux poncifs moyenâgeux du romantisme noir (tels Raiz d'Hippolyte Bonnellier en 1834, Mémoires de Barbe-Bleue d'Émilie Carpentier en 1865 et Les Mystères de Machecoul d'Alexandre Bessot de Lamothe en 1871), en passant par l'être double — « fauve » et « esthète décadent » — dépeint en 1891 dans le roman « fin de siècle » Là-bas ainsi que La sorcellerie en Poitou — Gilles de Rais de Joris-Karl Huysmans, jusqu'au « monstre sacré » exposé dans l'essai de Georges Bataille (1959) et l'ogre ambivalent de l'œuvre romanesque de Michel Tournier. Gilles de Rais n'accède pas pour autant au rang de mythe littéraire car il demeure « un peu comme les victimes de Barbe-bleue : caché dans une chambre interdite, morbide et sombre, et visité de temps en temps par un auteur téméraire et curieux », selon Vincent Petitjean.
- Michel Bataille, Le Feu du ciel, Paris, Robert Laffont, 1964, 312 p.
- Pierre Alexandre Bessot de Lamothe, Les Mystères de Machecoul, Paris, Charles Blériot, 1871, 295 p. Réédition en fac-similé : Alexandre Bessot de Lamothe, Les Mystères de Machecoul, Paris, Le Livre d'histoire, coll. « Petite bibliothèque insolite » (no PBI14), 2010, 293 p. (ISBN 978-2-7586-0460-0, présentation en ligne).
- Hippolyte Bonnellier, Raiz, vol. 1 et 2, Paris, Alardin, 1834 (présentation en ligne).
- Georges Bordonove, Requiem pour Gilles, Paris, Julliard, 1961, 246 p. Réédition : Georges Bordonove, Gilles de Rais, Paris, Pygmalion, coll. « Bibliothèque infernale », 2001, 281 p.
- Roland Brévannes, Les Messes noires, reconstitution dramatique en 3 parties et 4 tableaux, donnée au théâtre de la Bodinière, le 17 février 1904. Musique de scène de René Brancour, Courbevoie, imprimerie de E. Bernard, 1904, 31 p., In-8º obl.
- Roland Brévannes, Les Messes noires, Paris, Librairie des publications populaires, 1908 (1re éd. précédemment paru sous le même titre dans une série de fascicules s.d.), 800 p.
- Émilie Carpentier, Mémoires de Barbe-Bleue, Paris, Joseph Vermot, 1865, 323 p.
Réédition : Émilie Carpentier, Les Prisonniers de Tiffauges, Paris, Alexandre Hatier, 1892, 240 p.
- Blaise Cendrars, Films sans images. Serajevo. Gilles de Rais. Le Divin Arétin, Paris, Denoël, 1959, 255 p.Recueil de pièces radiophoniques.
- Hugo Claus (trad. Marnix Vincent, adaptation de Jean-Claude Carrière), Gilles et la nuit [« Gilles en de nacht »], Paris, Calmann-Lévy, coll. « Petite bibliothèque européenne du XXe siècle », 1995, 76 p. (ISBN 2-7021-2401-1).
- Pierre Combescot, Pour mon plaisir et ma délectation charnelle, Paris, Grasset, 2009, 188 p. (ISBN 978-2-246-63101-9, présentation en ligne).
- Enzo Cormann, La Plaie et le Couteau : tombeau de Gilles de Rais : suivi de L'apothéose secrète, Paris, Éditions de Minuit, 1993, 140 p. (ISBN 2-7073-1440-4, présentation en ligne).
- (en) Samuel Rutherford Crockett, The Black Douglas, New York, Doubleday & McClure Co, 1899 (lire en ligne). Ce roman raconte les aventures du jeune comte écossais William Douglas en 1440. Tombé amoureux de Lady Sibylla, dame ensorcellée par le maréchal sataniste Gilles de Retz et sa servante la Meffraye (dépeinte ici comme une lycanthrope), « Black Douglas » se débat dans des intrigues impliquant la France et l'Écosse. Selon Jared Lobdell (en), chercheur spécialiste de J. R. R. Tolkien, le personnage de Gilles de Retz aurait pu inspirer partiellement Sauron, autre antagoniste maléfique disposant de serviteurs loups-garous et torturant ses victimes dans de hautes tours. Toutefois, Tolkien affirmait dans sa correspondance ne pas avoir relu l'œuvre de Samuel Rutherford Crockett depuis son enfance[129].
- Gérard Delangle, Gilles de Rais, monstre ou demi-dieu, Les-Loges-en-Josas, Comedia Nova, 1983, 82 p.
- Marc Dubu (préf. Edmond Locard), Gilles de Rays : magicien et sodomiste, Paris, Les Presses de la Cité, 1945, 250 p.
- Aimé Giron et Albert Tozza, La bête de luxure : Gilles de Rais, Paris, Ambert, 1907 (1re éd. s.d.), 372 p.
- Vicente Huidobro, Gilles de Raiz, Paris, José Corti, coll. « Ibériques », 1988, 308 p. (ISBN 2-7143-0271-8, présentation en ligne).
- Joris-Karl Huysmans, Là-bas, Paris, Tresse et Stock, 1896, 15e éd. (1re éd. 1891), 441 p. (lire en ligne sur Gallica). Réédition : Librairie générale française (LGF), coll. « Le Livre de poche », 1988, 412 p.,  (ISBN 2-253-04617-5).
- Marie-Joseph-Albert-François Jean (alias Albert-Jean), Le Secret de Barbe-Bleue (Gilles de Rais), 1404-1440, Paris, Sfelt, 1950, 247 p.
- Paul Lacroix (alias le bibliophile Jacob), Curiosités de l'histoire de France : 2esérie : procès célèbres, Paris, Adolphe Delahays, 1858, 363 p. (lire en ligne sur Gallica), « Le maréchal de Rays », p. 1-119.
- Pierre La Mazière, Gilles de Rays, Paris, Éditions du Laurier, coll. « Les Vies en marge », 1928, 285 p.
- Tom Lanoye (trad. du néerlandais de Belgique par Alain van Crugten), Sang & roses : suivi de Mamma Medea [« Bloed en Rozen »], Arles, Actes Sud, coll. « Actes Sud-Papiers », 2011, 173 p. (ISBN 978-2-7427-9738-7, présentation en ligne).
- Hubert Lampo (trad. du néerlandais de Belgique par Marian Van Zaanen, préf. Gilbert Van de Louw), Le Diable et la Pucelle [« De duivel en de maagd »], Villeneuve-d'Ascq, Presses universitaires du Septentrion, coll. « Lettres et civilisations des Flandres et des Pays-Bas », 2002, 163 p. (ISBN 2-85939-765-5, présentation en ligne).
- Martine Le Coz, Gilles de Raiz ou la confession imaginaire, Paris, Seuil, 1989, 318 p. (ISBN 2-02-010637-X) Réédition : Monaco, Éditions du Rocher, 2002, 318 p.,  (ISBN 2-268-04268-5).
- Martine Le Coz, Gilles de Rais, ignoble et chrétien, Nantes, Éditions Opéra, 1995, 143 p. (ISBN 2-908068-41-9).
- Michel Peyramaure, La Lumière et la boue, vol. 3 : Les roses de fer, Paris, Robert Laffont, 1981, 315 p. (ISBN 2-221-00681-X).
- Roger Planchon, Gilles de Rais : suivi de L'infâme, Paris, Gallimard, coll. « Le manteau d'Arlequin », 1975, 182 p.
- Marcel Priollet (sous le pseudonyme de René-Marcel de Nizerolles), Les Aventuriers du ciel, voyages extraordinaires d'un petit parisien dans la stratosphère, la lune et les planètes, fascicule no 42 : « La véridique histoire de "Barbe-bleue" », Paris, Joseph Ferenczi et fils éditeurs, juillet 1936, 16 p.
- Raymond Queneau, Les Fleurs bleues, Paris, Gallimard, 1965, 278 p.
- Michel Ragon, Un amour de Jeanne : roman, Paris, Albin Michel, 2002, 167 p. (ISBN 2-226-13596-0, présentation en ligne).
- Jean de Roche-Sèvre (alias Eugène Bossard), Les Derniers jours de Barbe-Bleue (Gilles de Rais), Nantes, imprimerie d'Émile Grimaud, 1888, 362 p.
- Prudence-Guillaume de Roujoux, Histoire des rois et des ducs de Bretagne, t. 4, Paris, Dufey, 1839 (1re éd. 1828-1829, Ladvocat), 500 p. (lire en ligne), p. 296-320.
- Michel Tournier, Gilles et Jeanne : récit, Paris, Gallimard, 1983, 139 p. (ISBN 2-07-024269-2). Réédition : même éditeur, coll. « Folio », 1985, 151 p.,  (ISBN 2-07-037707-5).
- Rais de William Pevny, pièce créée au Mickery Theatre à Amsterdam en 1972[146].

En 1923, Georg Kaiser fait jouer Gilles und Jeanne à l'Altes Theater de Leipzig. En 1976, Roger Planchon monte Gilles de Rais,. En 2009, le drame Gilles et la Nuit d'Hugo Claus, est mis en scène par Alexis Goslain,. L'année suivante, Tom Lanoye crée la pièce Sang & Rose sur une mise en scène de Guy Cassiers. 

### Bandes dessinées

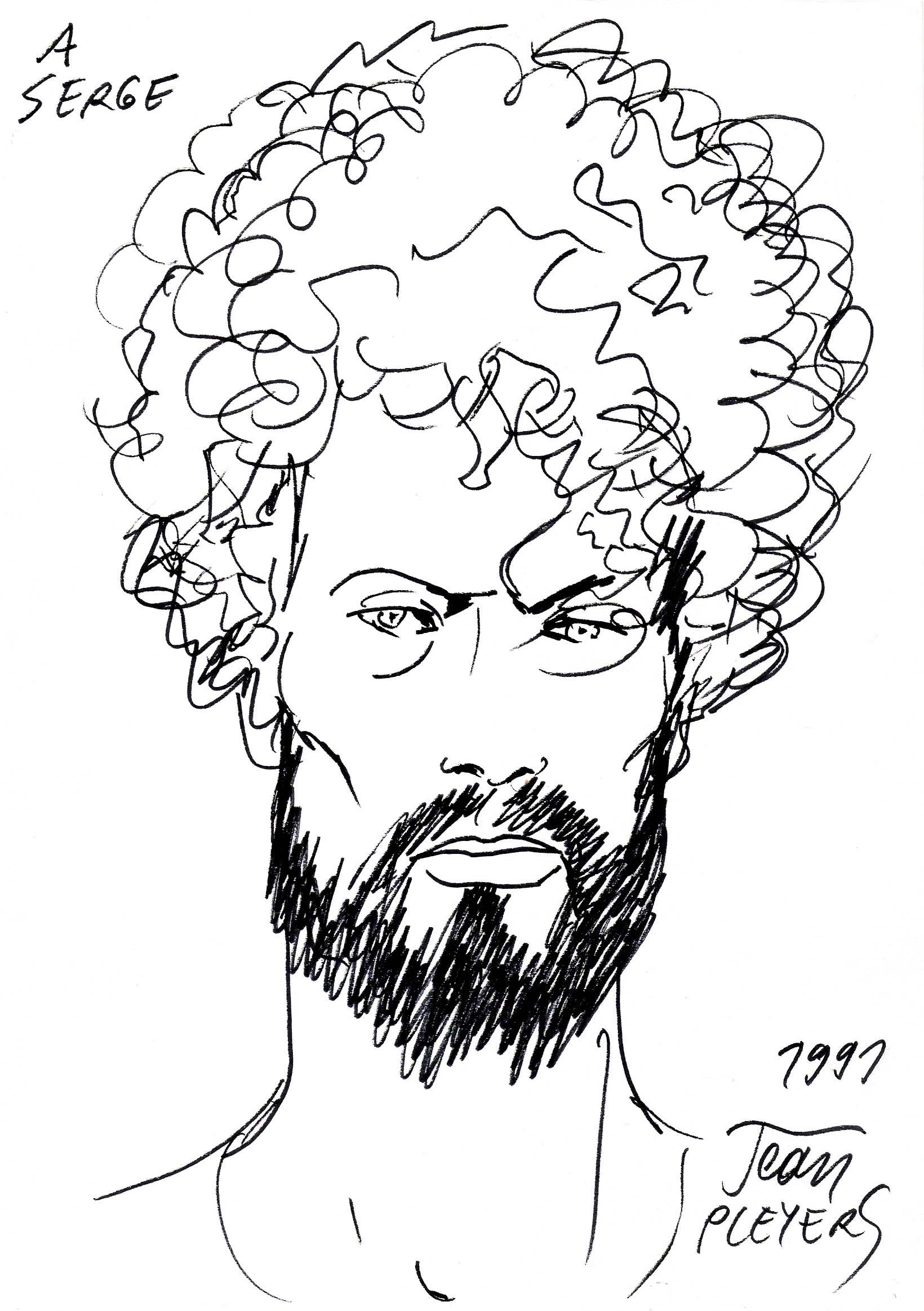
Gilles de Rais, personnage phare de la série Jhen (dédicace du dessinateur Jean Pleyers, 1991).

La bande dessinée — notamment la série historique franco-belge Jhen — et le manga,, illustrent également des visions contemporaines du maréchal sanguinaire.
- Leone Frollo, L'or du démon [« Barbablu »], Paris, Elvifrance, coll. « Terror - les nouvelles fleurs du mal » (no 7), 1971.
- Leone Frollo, Le salaire du malin [« Barbablu »], Paris, Elvifrance, coll. « Terror - les nouvelles fleurs du mal » (no 8), 1971[157].
- F'murr, Jehanne au pied du mur, Tournai, Casterman, coll. « Les Romans (À suivre) », 1980, 98 p. (ISBN 2-203-33404-5)Réédition : F'murr, Jehanne au pied du mur, Bruxelles / Paris, Casterman, coll. « Classiques », 2003, 188 p. (ISBN 2-203-39700-4, présentation en ligne). Le seigneur de Tiffauges apparaît brièvement dans cette bande dessinée humoristique et délibérément anachronique. « Complétement beurrés », Gilles de Rais et Dunois tentent de brûler leur compagne de beuverie Jehanne d'Arque sur la place du marché à Rouen mais l'héroïne est heureusement sauvée des flammes par son époux extraterrestre. Après coup, le sire de Rais assiste une première fois au sacre royal du canard Charles VII… puis au second sacre célébré après une distorsion temporelle occasionnée par la désintégration du démiurge « Djeu ». Gilles lorgne ensuite avec insistance le jeune Gargoylus Jr. dans une taverne. En sortant de celle-ci, le maréchal se fait acclamer par deux passants (« Vive Gilles de Rais, protecteur de nos z'enfants ! »). Afin d'accomplir une mission divine piochée au hasard, Jehanne d'Arque et ses compagnons s'en vont grossir l'armée d'Attila le Hun qui assiège Paris. Gilles disparaît alors de l'histoire, bien qu'il ait promis à Jehanne de venir la rejoindre auprès d'Attila, jugeant le Hun « fort sympathique ».
- Gilles de Rais apparaît en tant qu'ami du rôle-titre dans la plupart des albums de la série Jhen (1984-2012), parue chez Casterman et dessinée par Jean Pleyers sur des scénarios de Jacques Martin. Le dessinateur y représente l'ogre de Tiffauges « beau et élégant[43] », arborant une barbe noire qui contraste avec des cheveux roux « en conformité avec la symbolique médiévale évocatrice du Malin[158]. »
- Hugo Pratt (scénario et dessins) (trad. de l'italien), Les Helvétiques, Paris, Casterman, 2012 (1re éd. 1988), 76 p. (ISBN 978-2-203-03362-7, présentation en ligne). Lors de cette aventure onirique, Gilles de Rais est convoqué par le diable lors du procès de Corto Maltese pour siéger en tant que juré aux côtés de personnages mythiques, bibliques et historiques comme Ève, Caïn, Judas Iscariote, Merlin, Clément V, Dick Turpin et Jeanne d'Arc[159],[160], surnommée ici « la télégraphiste de Dieu » en référence à ses voix[161].
- Paul Gillon (scénario et dessins), Jehanne, t. 1 : La sève et le sang, Paris, L'écho des savanes / Albin Michel, 1993, 60 p. (ISBN 978-2-226-06576-6).
- Paul Gillon (scénario et dessins), Jehanne, t. 2 : La Pucelle, Paris, L'écho des savanes / Albin Michel, 1997, 109 p. (ISBN 2-226-09416-4). Une bande dessinée érotique qui met en image des rapports sexuels entre Jeanne d'Arc et Gilles de Rais[162],[163],[164].
- Éric Corbeyran (scénario), Horne Perreard (dessins) et Angélique Césano (couleurs), Le saigneur de Tiffauges, Toulon, Soleil, 2010, 47 p. (ISBN 978-2-302-00882-3)[165].
- Valérie Mangin (scénario) et Jeanne Puchol (dessins), Moi, Jeanne d'Arc, Vincennes, des Ronds dans l'O, 2012, 96 p. (ISBN 978-2-917237-34-2, présentation en ligne).
- Jean-Luc Clerjeaud (scénario), Jean-Charles Gaudin (scénario) et Stéphane Collignon (dessins), Les démons d'Armoises, vol. 1 : Prelati, Toulon, Soleil, 2012, 47 p. (ISBN 978-2-302-01977-5).
- Jean-Luc Clerjeaud (scénario), Jean-Charles Gaudin (scénario) et Stéphane Collignon (dessins), Les démons d'Armoises, vol. 2 : Jehanne des Garous, Toulon, Soleil, 2013, 47 p. (ISBN 978-2-302-03151-7).
- Fabrice Hadjadj (scénario), Jean-François Cellier (dessins) et Nicolas Bastide (couleurs), Jeanne la pucelle, t. 2 : À la guerre comme à la paix, Toulon, Soleil, 2014, 47 p. (ISBN 978-2-302-03838-7).

### Manga
- Dans  Shirayuri no kishi (Le chevalier du lys blanc), manga de type shōjo publié en 1975, Suzue Miuchi met en scène deux personnages respectivement inspirés par Jeanne d'Arc et Gilles de Rais. Désireuse de combattre l'ennemi anglais, l'héroïne Jannu se rend auprès de Charles VII mais un mauvais conseiller du souverain lui assigne une tâche impossible : obtenir l'aide financière du sombre seigneur Jiru do Re. Surnommé shinigami (« dieu de la mort »), le solitaire Jiru réside dans un château peuplé de figures de cire, en réalité les cadavres embaumés de ses proches. Pour parfaire l'imagerie gothique, la mangaka environne la forteresse d'un cimetière. Jiru se dédie aux recherches alchimiques en vue de fabriquer de l'or et devenir l'homme le plus riche du monde. Conformément au schéma de la belle et de la bête, Jannu parvient miraculeusement à convaincre Jiru do Re de se tourner vers la « bonne magie » en se consacrant à la guerre contre les Anglais, au nom de Dieu et du roi[166].
- Yoshikazu Yasuhiko (trad. du japonais), Jeanne, Paris, Tonkam, 2002 (ISBN 978-2-8458-0264-3)[167].
- Kōta Hirano (trad. du japonais), Drifters, vol. 1 et suivants, Paris, Tonkam, coll. « Young », 2011, 205 p. (ISBN 978-2-7595-0604-0). Dans ce manga de type seinen, le seigneur de Tiffauges se réincarne en colossal guerrier indestructible aux côtés d'autres personnages historiques ramenés à la vie dans le cadre d'une guerre occulte orchestrée par le ténébreux Roi noir. Suivant une interprétation reprise dans d'autres mangas, Gilles a commis ses meurtres pour pouvoir rejoindre Jeanne d'Arc en enfer. Du reste, il assiste ici la Pucelle ressuscitée comme une pyromane vindicative qui souhaite réduire le monde en cendres afin de lui faire expier sa propre fin sur le bûcher rouennais[168],[156].

Utako Yukihiro et Madoka Takadono (trad. du japonais), Devils and Realist [« Devils and Realist »], vol. 1 et suivants, Paris, Tonkam, coll. « Young », 2011, 177 p. (ISBN 978-2-7595-0689-7).

## Musique

### Opéra
En 1893, Paul Ladmirault crée Gilles de Retz, qu'il écrivit alors qu'il était encore lycéen. En 1983, Philippe Boesmans écrit La Passion de Gilles sur un livret de Pierre Mertens à Bruxelles,,,. En 1995, Edith Canat de Chizy compose un drame lyrique inutilité Tombeau de Gilles de Rais.

### Heavy Metal
En 1984, Into the Crypts of Rays fait partie de l'album Morbid Tales du groupe suisse Celtic Frost,.

#### Black Metal
En 2008, le groupe britannique Cradle of Filth, un groupe britannique compose Godspeed on the Devil's Thunder,.

## Filmographie

### Cinéma
- Monstrum : le terrifiant destin de Gilles de Rais (2014), film réalisé par Éric Dick, avec Cédrick Spinassou (dans le rôle de Gilles de Rais), Didier Brice, Erik Mallet et Carmelo Carpenito[180].
- Transmutation - Gilles de Rais ou le fanatisme religieux (2021), film réalisé par Nicolas Jounis et Jérémi Leray Girardeau[181]. Le film s'inspire pour les parties du procès de l'ouvrage Gilles de Rais, maréchal de France, dit « Barbe-Bleue » de l'abbé Eugène Bossard.

#### Films consacrés à Jeanne d'Arc
Le septième art privilégie la figure du chevalier combattant aux côtés de Jeanne d'Arc dans les films consacrés à la Pucelle. Les assassinats de Gilles de Rais sont donc rarement représentés à l'écran, bien que son caractère lugubre soit diversement suggéré,,,. Vincent Petitjean, docteur en littérature comparée, remarque que « le traitement cinématographique de Gilles fait de lui une ombre et ce, à double titre. Il est d'abord l'ombre de Jeanne, car c'est par elle qu'il est mis en lumière, et il est l'ombre de lui-même, la monstruosité à venir l'enveloppant déjà. »

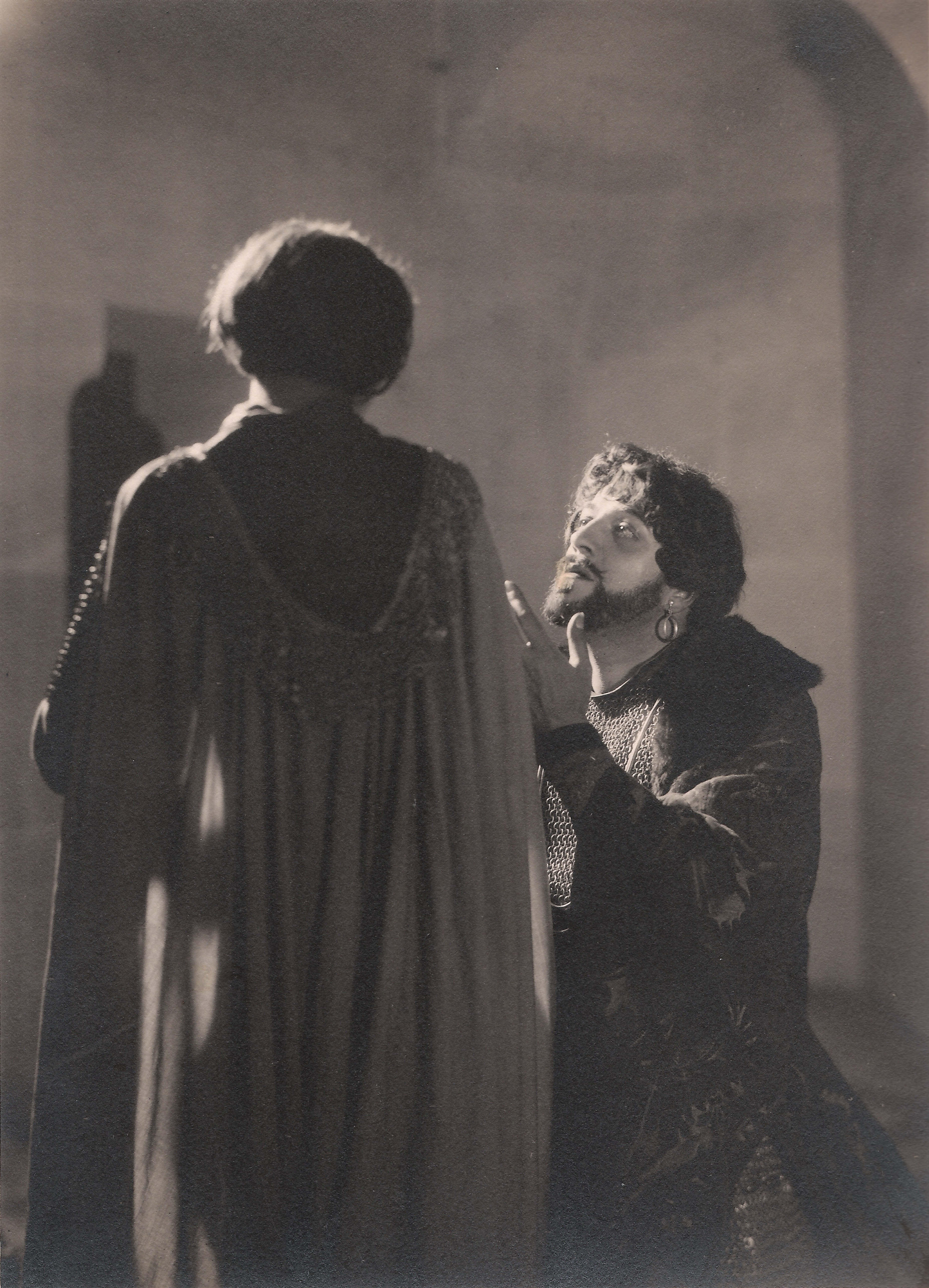
Gilles de Rais (Philippe Hériat) à genoux devant Jeanne d'Arc (Simone Genevois).
Photographie du film La Merveilleuse Vie de Jeanne d'Arc, fille de Lorraine, 1929.

Dans La Merveilleuse Vie de Jeanne d'Arc, fille de Lorraine (1929), film muet réalisé par Marco de Gastyne, le baron de Rais est interprété par l'écrivain et acteur Philippe Hériat, futur lauréat du Goncourt. Le personnage tient un rôle important puisqu'il personnifie l'ensemble des soudards à la morale chrétienne élastique que Jeanne d'Arc doit réunir sous sa bannière. D'après la critique publiée à l'époque dans Cinémagazine, Hériat offre une composition « remarquable de vérité, d'intelligence et de subtilité psychologique. Si son Gilles de Rais résume tous les vices d'une époque, il en a aussi la foi »,. En revanche, le Comité catholique du cinématographe questionne la pertinence des scènes consacrées au personnage dans un film centré sur la Pucelle.
Annoncé par un intertitre comme le « Barbe-Bleue de la légende, seigneur sadique et raffiné (...), symbole d'une époque lourde de scandales, de cruauté et de grandeur », le baron est dépeint comme un hobereau à la barbe sombre et au regard charbonneux, portant des boucles d'oreilles et vêtu d'une élégante houppelande noire qui laisse transparaître sa poitrine dénudée. Tapi au sein d'une sombre et imposante forteresse aux murs étouffants, il n'en part pas moins armé de pied en cap pour obéir au mandement de son souverain qui le convie à délibérer au sujet d'une « paysanne qui se dit envoyée de Dieu pour nous porter secours ». Dès son arrivée à Chinon, refuge d'une cour « occupée à de futiles intrigues », le seigneur de Tiffauges prie Charles VII de recevoir prochainement la Pucelle. Gilles appuie même son propos par une citation des Écritures : « Saint Paul conseille d'éprouver les esprits pour savoir s'ils viennent de Dieu ! » Lorsque Jeanne parvient à son tour à Chinon pour demander audience au monarque, Rais se penche à l'oreille de ce dernier et lui suggère une mise en scène visant à « mettre à l'épreuve cette prétendue envoyée de Dieu », proposition qui réjouit le perfide La Trémoille. À l'instar du « Barbe-Bleue » dans la pièce Sainte Jeanne de George Bernard Shaw, Gilles s'installe sur le trône afin de tenir le rôle du souverain. L'héroïne ne se laisse pas mystifier par l'imposture et se dirige droit vers le véritable Charles VII dissimulé derrière un groupe de courtisans. Ce miracle impressionne fortement Gilles, qui se signe avec effroi. Par la suite, lors des préparatifs des capitaines du roi, « Barbe-Bleue » se conforme à son surnom mythique en tentant de séduire la belle Ysabeau de Paule, damoiselle promise au jeune seigneur Guy de Laval. Jeanne d'Arc s'interpose alors pour sermonner Gilles,, qui s'incline avant de se retirer. Mais au moment de partir à la guerre, juché sur son cheval, le sinistre corrupteur offre une fleur à Ysabeau en lui demandant s'il est « bien prudent [à elle] de paraître en ce grand arroi de gens d'armes et de rudes compagnons ? » La jouvencelle lui répond : « Ne suis-je pas bien assurée, parmi tant de bonne et vaillante chevalerie. » Gilles s'en va sans répondre. Le montage actuel du film montre une dernière fois le personnage du seigneur de Rais devant Orléans, lors de l'assaut donné aux tourelles anglaises, tandis qu'il abaisse la visière de son heaume sur ordre de Jeanne avant de chevaucher hardiment.
Dans Jeanne d'Arc (Joan of Arc) (1948), film réalisé par Victor Fleming, Henry Brandon interprète le baron de Rais. Habitué à tenir des rôles de méchants (tel le diabolique docteur Fu Manchu), l'acteur arbore un bouc barbe noir de jais et porte avec prestance une armure de plates ainsi qu'un heaume par-dessus un camail de mailles annulaires. Brandon parvient à camper un chevalier inquiétant dans les gros plans qui lui sont parcimonieusement accordés mais son personnage demeure muet durant tout le film. Gilles de Rais se contente ainsi d'écouter La Hire (Ward Bond) quand celui-ci, initialement suspicieux à l'égard de Jeanne d'Arc (Ingrid Bergman), se lance dans une joute verbale avec la Pucelle. Lors du combat à Orléans, clou du spectacle, le baron disparaît de l'écran. Il se manifeste une dernière fois en acclamant Charles VII (José Ferrer) durant son sacre.
En 1957, Otto Preminger réalise le film Sainte Jeanne d'après la pièce Sainte Jeanne de Bernard Shaw. David Oxley tient le rôle de Gilles de Rais alias « Barbe-Bleue ». Son personnage prend la place du dauphin Charles sur le trône pour tromper Jeanne d'Arc. Cependant, lorsqu'elle fait son entrée au château de Chinon, la Pucelle reconnaît miraculeusement l'imposture.
Dans Jeanne la Pucelle (1994), film en deux parties réalisé par Jacques Rivette, le rôle est interprété par Bruno Wolkowitch. Lors du procès en nullité de la condamnation de Jeanne d'Arc, Jean d'Aulon (joué par Jean-Pierre Becker) évoque ses souvenirs d'ancien écuyer de Jeanne en présentant Gilles de Rais comme « le seigneur Gilles de Laval, qui témoignait grande dévotion pour la Pucelle. » De fait, lors d'un flash-back remontant au siège d'Orléans, le sire de Rais s'approche pour la première fois de Jeanne en lui témoignant une admiration mystique : « Je le savais. Tu es de Dieu et non des hommes. » Gilles se prosterne ensuite devant l'héroïne, proclamant en latin puis en français qu'elle est « l'ange Raphaël envoyé pour nous sauver. » Lorsqu'il lui demande sa main à baiser, Jeanne lui enjoint d'arrêter, spécifiant qu'elle n'est « rien de tout ça. » Dans Les prisons, seconde partie du film de Rivette, lors des préparatifs du siège de Paris, Gilles de Laval se montre bien renseigné quant aux tractations diplomatiques de son cousin La Trémoille avec les Bourguignons. Il fait ainsi part à ses compagnons d'armes de son scepticisme relatif à la volonté belliqueuse du roi et du grand chambellan. Du reste, l'armée du sacre est finalement dissoute consécutivement à l'échec de la prise de la capitale. Prenant congé de la Pucelle, Gilles l'informe qu'il a commandé un mystère afin de célébrer leurs exploits militaires, bien que cela se révèle « plus cher que prévu. Tout est plus cher que prévu. » Troublé, le sire de Rais fait observer à Jeanne qu'elle n'est « pas un ange finalement », ce que celle-ci confirme en souriant. Gilles rétorque qu'il se sent « tout de même volé » puis lance à l'héroïne qu'elle a « changé ». Cette dernière répond : « Je ne crois pas ». Gilles réplique : « Alors c'est moi. Adieu. », disparaissant du film sur cette dernière tirade.
Dans Jeanne d'Arc (1999), film réalisé par Luc Besson, Vincent Cassel incarne Gilles de Rais. Le projet, développé initialement sous le titre Company of Angels par la réalisatrice Kathryn Bigelow, envisageait de confier le rôle à Jean Reno. Craignant un amalgame avec Les Visiteurs dans l'esprit du public, Besson préfère donc attribuer le personnage à Cassel, précise l'acteur Pascal Greggory qui joue le duc  d'Alençon dans le film. Greggory ajoute que « Besson a complètement et volontairement occulté le côté sombre, torturé, le côté monstrueux de Gilles de Rais. » La costumière Catherine Leterrier conçoit « une armure noire très élégante » pour refléter « le caractère et l'histoire » du personnage, notamment « son côté inquiétant ».
Pour jouer Gilles de Rais dans son film Jeanne (2019), adaptation de la pièce Jeanne d'Arc (1897) de Charles Péguy, le réalisateur Bruno Dumont recrute un comédien non professionnel nommé Julien Manier, « un jeune gars de Saint-Omer, gothique […] fragile, avec une voix fluette et en même temps un visage très fort, très dur et très impressionnant. Et cette contradiction me plaît. » Loin d'un gaillard imposant à la barbe diabolique, l'acteur incarne donc un baron frêle et juvénile portraituré par Péguy comme un soudard qui prêche le pillage aux soldats afin de leur donner du cœur au ventre. Exprimant le pessimisme de l'écrivain chrétien, le discours brutal et cynique de Gilles de Rais se confronte au sens de l'honneur et à l'amour divin qui caractérisent Jeanne d'Arc. Pour elle, celui qui tient des propos si cruels ne peut être que « le dernier des hommes. »

#### Films lointainement inspirés de l'histoire de Gilles de Rais

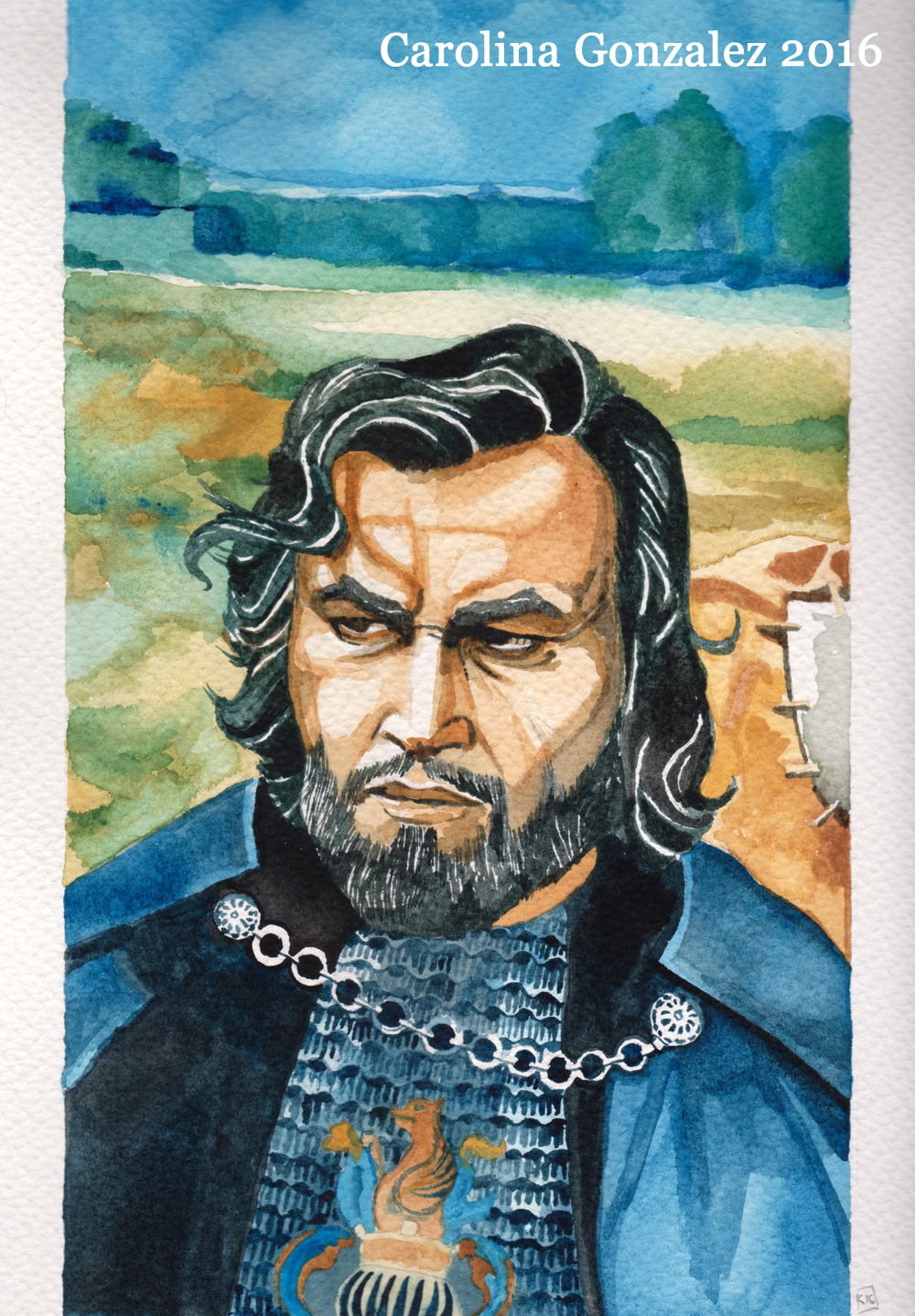
Paul Naschy interprétant Alaric de Marnac dans El espanto surge de la tumba, 1972.
Aquarelle de Carolina Gonzalez.

Figure familière des films d'épouvante teintés d'érotisme, l'acteur espagnol Jacinto Molina (dit Paul Naschy) incarne un personnage qu'il considère comme sa création la plus « totémique », à savoir un chevalier vaguement inspiré de Gilles de Rais, dans les trois longs-métrages suivants : El espanto surge de la tumba (titre anglais : Horror Rises from the Tomb), réalisé par Carlos Aured en 1972 ; Le Maréchal de l'enfer (El mariscal del infierno, également connu sous le titre : Los poseídos de Satán et sous le titre anglais : Devil's Possessed), réalisé par León Klimovsky en 1974 ; Latidos de pánico (titre anglais : Panic Beats), réalisé par Paul Naschy lui-même en 1983.
Dans le prologue d’El espanto surge de la tumba, le chevalier français Alaric de Marnac (Naschy) est condamné par l'Inquisition et décapité au petit matin avec sa compagne Mabille (Helga Liné) en raison de leur pratique commune de la magie noire et du cannibalisme. Avant le supplice, le couple diabolique parvient à maudire les personnes qui l'ont trahi. De nos jours, le fantôme du terrible chevalier cherche à se venger en s'en prenant aux descendants de ses bourreaux. Également joué par Paul Naschy, le héros contemporain Hugo, un parisien descendant directement d'Alaric, parvient à renvoyer le spectre dans les profondeurs de l'enfer,.

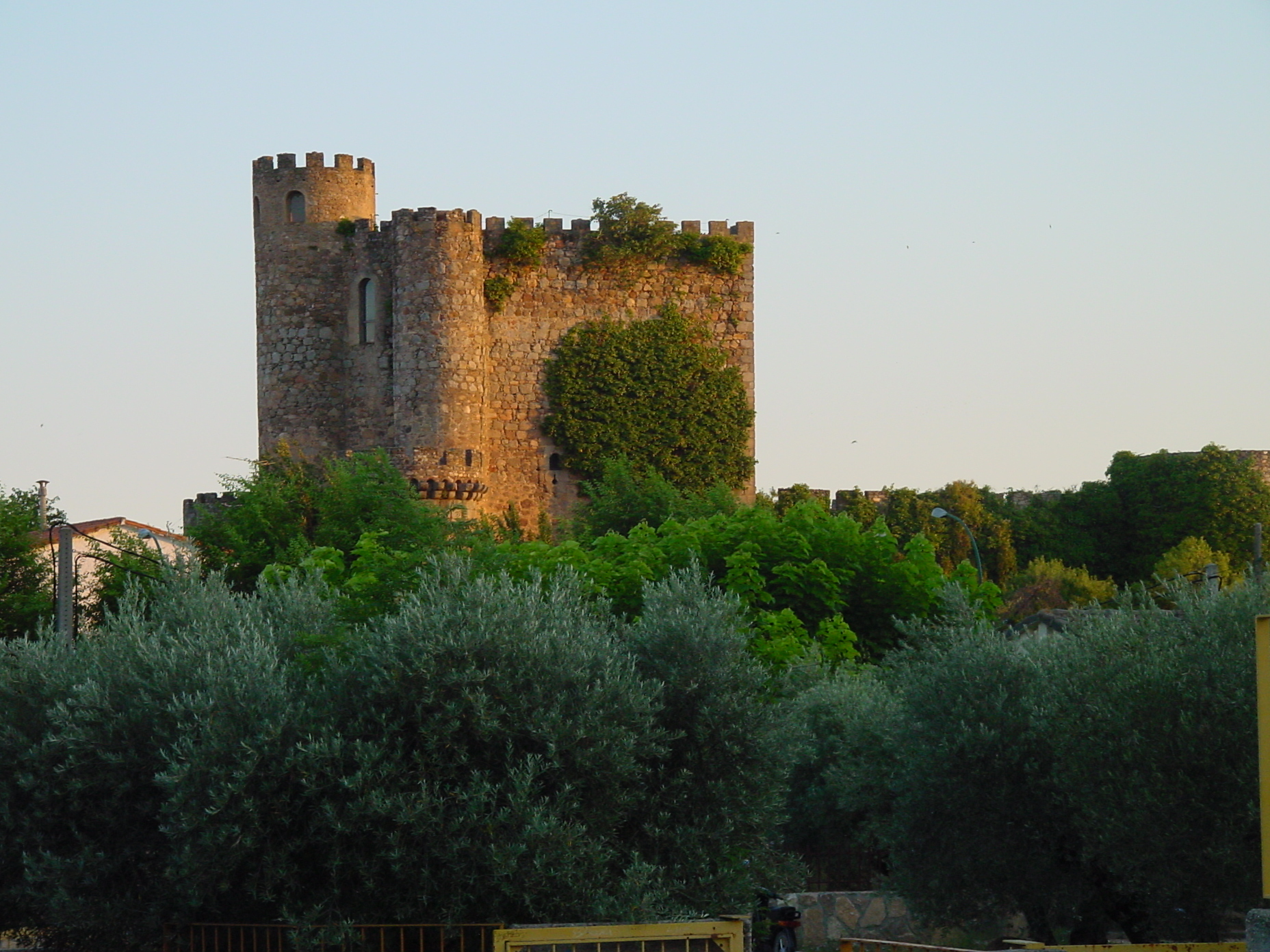
Le château de San Martín de Valdeiglesias, l'un des lieux de tournage du film Le Maréchal de l'enfer.

Scénarisé par Naschy et partiellement tourné dans l'authentique château de San Martín de Valdeiglesias, Le Maréchal de l'enfer se veut un hommage aux films de chevalerie des années 1950. Modelé directement sur Alaric de Marnac, le personnage principal se nomme Gilles de Lancré, maréchal disgracié durant la guerre de Cent Ans. Ivre de vengeance, il recrute un alchimiste, Simon de Braqueville, pour convertir le plomb en or afin de lever une armée et détrôner le roi de France. Le maréchal assassine de jeunes beautés et fait célébrer des messes noires de manière à satisfaire Braqueville qui exige du sang de vierges comme ingrédient indispensable à la pierre philosophale.
Enfin, dans Latidos de pánico, l'acteur-réalisateur « présente une variation du même personnage » en interprétant le fantôme d'un seigneur meurtrier de son épouse, revenu hanter ses descendants. À notre époque, l'architecte Paul (autre « double rôle » tenu par Naschy) emmène sa femme cardiaque Geneviève (Lola Gaos) en convalescence dans le dernier vestige de la « gloire passée » de sa famille, le manoir de Marnac rempli de souvenirs chevaleresques. Le protagoniste raconte brièvement la vie criminelle de son ancêtre : cinq siècles auparavant, un seigneur assassina trois de ses cinq fils au motif qu'il s'agissait supposément de bâtards. Il se tourna ensuite vers la sorcellerie et le satanisme, puis, sombrant dans la folie, se mit à boire le sang de ses victimes et à cultiver une obsession pour la pierre philosophale. Il finit empalé au bout d'une lance tenue par son propre frère. L'évocation cinématographique du Moyen Âge est jugée bien plus sommaire que dans les films précédents car Naschy se contente, « costumé en chevalier (...) [de] pourchass[er] une jeune femme nue. »
Par ailleurs, le cinéma espagnol produit en 1987 le film Prison de cristal qui met en scène Klaus, un ancien tortionnaire nazi, pédophile et bourreau d'enfant. Pour créer ce personnage, le réalisateur et scénariste Agustí Villaronga déclare s'être inspiré de l'ouvrage de Georges Bataille sur Gilles de Rais, en sus des Chants de Maldoror de Lautréamont ainsi que du docteur Christian Szell dans le film Marathon Man,.

#### Projets cinématographiques abandonnés
| |  |  |
| Durant les années 1970, Pier Paolo Pasolini et Luis Buñuel envisagent successivement des adaptations cinématographiques retraçant l'histoire de Gilles de Rais mais leurs projets respectifs n'aboutissent pas. |  |  |

En 1970, Pier Paolo Pasolini effectue des repérages dans la vallée de la Loire en vue de réaliser Le Décaméron. Convié à un débat avec les étudiants de l'université de Tours, le cinéaste italien se voit remettre par l'anthropologue Franco Cagnetta un ouvrage portant « sur Gilles de Rais et les documents de son procès, en pensant que ça pouvait être un film pour moi. J'y ai pensé sérieusement pendant quelques semaines (en Italie, à cette époque, est sortie une très belle biographie de Gilles de Rais par Ernesto Ferrero). Naturellement, j'y ai alors renoncé. J'étais désormais pris par la Trilogie de la vie... » Pasolini précise qu'il souhaitait alors figurer une sexualité joviale comme « une compensation à la répression » et non réaliser « un film « cruel » » comme le sera ultérieurement Salò ou les 120 Journées de Sodome (1975) où le rapport sexuel, dépeint comme « obligatoire et laid », représente désormais « la réduction du corps à l'état de chose. »
À l'instar de La Femme et le Pantin de Pierre Louÿs et du Journal d'une femme de chambre d'Octave Mirbeau, le roman Là-bas de Joris-Karl Huysmans figure parmi les « ouvrages modernes, brûlants et inquiétants » de la littérature française que le jeune Luis Buñuel dévore lors de son séjour à la Résidence d'étudiants de Madrid vers 1920. Devenu cinéaste, Buñuel demeure fidèle à ses lectures de jeunesse en les adaptant pour le grand écran. Après avoir réalisé Le Fantôme de la liberté (1974), il écrit avec le scénariste Jean-Claude Carrière une transposition contemporaine de Là-bas. Gérard Depardieu accepte d'interpréter le châtelain de Tiffauges durant les séquences médiévales du film. Cependant, le réalisateur — déjà âgé à l'époque — abandonne le projet en anticipant la dimension éprouvante d'un tournage qui nécessiterait d'imposantes reconstitutions historiques. Selon Jean-Claude Carrière, Buñuel considère également le temps des scandales comme révolu. Ainsi, le cinéaste ne parvient « ni [à] prendre au sérieux [la présence du Diable], ni [à] s'en moquer résolument », jugeant désormais superflue et facile la séquence de la messe noire moderne perpétrée par le chanoine Docre,.
Durant la décennie 1980, après avoir réalisé L'Amour braque, Andrzej Zulawski crée une maison de production avec le producteur Christian Ferry pour donner corps à Celle qui danse, un film biographique sur Jeanne d'Arc, dont le rôle aurait été confié à Sophie Marceau. Le cinéaste se montre particulièrement intéressé par la relation entre la Pucelle et Gilles de Rais, à qui il a déjà consacré un texte dans Les Choses de la chair, un livre publié chez Jean-Claude Lattès en 1981. Zulawski voit Jeanne d'Arc comme « la première des stars, (...) habitée par Dieu et dansa[n]t donc sur tous ces champs de bataille », résume le scénariste Nicolas Boukhrief. Ce dernier explique l'échec du projet en raison de son ampleur et des inquiétudes nourries par les financiers concernant le traitement de « l'icône nationale » par le réalisateur. Pendant plusieurs années, Zulawski n'en caresse pas moins l'idée de concrétiser son film avant que la sortie du long métrage de Luc Besson en 1999 ne mette un terme définitif à ses espérances.

### Productions télévisuelles françaises
À la télévision française, Benoist Brione joue Gilles de Rais dans Catherine (1986), un feuilleton réalisé par Marion Sarraut d'après la série littéraire Catherine de Juliette Benzoni. Commandés par l'agence de presse Opera Mundi pour concurrencer la série à succès Angélique, ces romans historiques narrent les aventures rocambolesques et les amours contrariées de Catherine, une roturière bourguignonne éprise d'Arnaud, capitaine armagnac. Dans le feuilleton télévisé tout comme dans la série littéraire, la belle héroïne éponyme aux yeux violets croise plusieurs personnalités historiques célèbres, dont la Pucelle et son sinistre compagnon d'armes,. L'un des romans dépeint Catherine tombant aux mains du maréchal de Rais avant de parvenir à lui échapper, conformément au topos de la littérature populaire qui implique une indomptable protagoniste en proie à un horrible pervers. Vêtu d'un « pourpoint vermillon », le comédien Benoist Brione reprend, à l'occasion du tournage du feuilleton, le personnage qu'il avait déjà incarné dans Gilles de Rais, spectacle mis en scène par Guy Vassal lors du festival d'Aigues-Mortes en août 1974.
En 1989, c'est au tour de Vincent Gauthier de camper le seigneur de Tiffauges dans Jeanne d'Arc, le pouvoir et l'innocence, un téléfilm français réalisé par Pierre Badel d'après le livre éponyme de Pierre Moinot.

### Japanimation

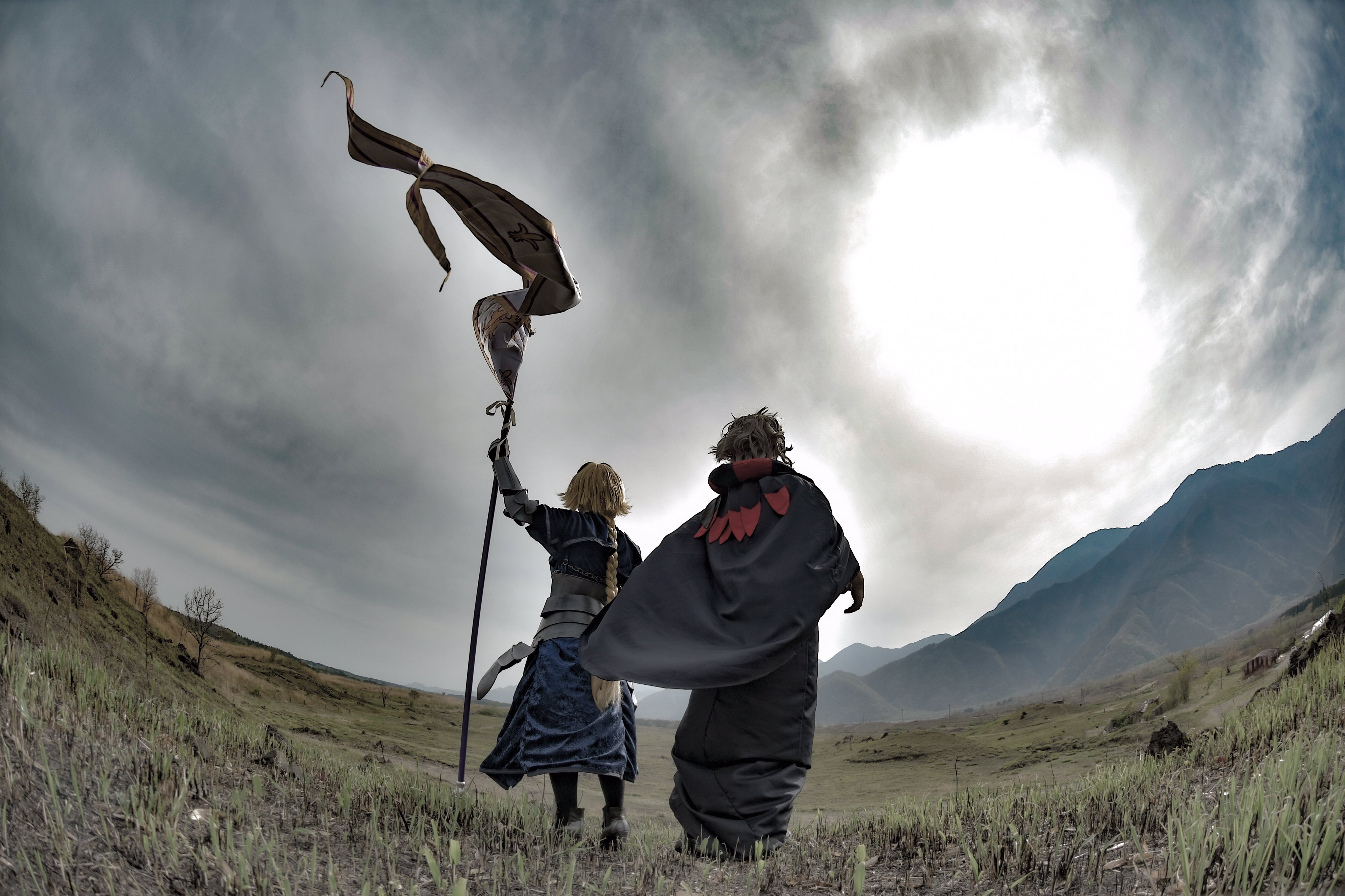
Cosplay de Jeanne d'Arc et Gilles de Rais tels qu'ils apparaissent respectivement dans Fate/Apocrypha et Fate/Zero, entre autres médias de la franchise Fate.

Au Japon, Gilles de Rais apparaît dans les divers médias de la franchise Fate sous une double apparence : celle du noble chevalier de classe « Saber », vaillant compagnon d'armes de Jeanne d'Arc, et celle de l'assassin pédophile et sadique de classe « Caster », aspect qu'il adopte notamment dans l'anime Fate/zero. Cette adaptation du  light novel éponyme retrace une guerre contemporaine entre des mages se disputant le Graal par le biais de leurs « servants », âmes réincarnées de divers personnages historiques ou mythiques qui leur servent de familiers,.
Fate/zero relate comment Gilles de Rais se détourne de l'Église à la suite du supplice de Jeanne d'Arc en 1431. Il se jette alors à corps perdu dans l'occultisme et les dépravations meurtrières pendant huit longues années, avant de finir sur l'échafaud à l'initiative de ses ennemis aiguillés par la cupidité plutôt que par un quelconque souci de justice. Quelques siècles plus tard, un jeune tueur en série japonais dénommé Ryūnosuke Uryū invoque fortuitement l'esprit du maréchal pendu. Celui-ci se manifeste comme un « servant » de type « Caster », une classe de personnage versée dans les arts magiques, et acquiert à cette occasion une physionomie globuleuse et un fort strabisme divergent. Se surnommant lui-même « Barbe bleue », Caster / Gilles de Rais poursuit ses crimes sous le regard admiratif de son maître mortel avec qui il établit une relation d'amitié et de confiance, tout en demeurant hanté par le souvenir de l'héroïne. Arborant désormais une longue robe noire de sorcier surmontée d'une grande collerette dentelée, l'ancien chevalier médiéval recourt au « livre des sortilèges de Prelati », grimoire relié en peau humaine, afin de conjurer des horreurs lovecraftiennes sur Terre et provoquer in fine la divinité chrétienne, qu'il tient pour moqueuse et cruelle en raison du destin de Jeanne d'Arc. Personnalité en marge de la guerre du Graal, Caster nourrit une fascination à l'endroit du servant Saber, incarnation féminine du roi Arthur en qui il croit reconnaître la Pucelle malgré les dénégations de l'intéressée,,. Sa façon de chérir le souvenir de sa compagne d'armes s'apparente finalement à une recherche de rédemption.
D'autres anime s'ancrent dans le genre de la fantasy en proposant des univers narratifs lointainement inspirés de l'histoire médiévale de Gilles de Rais et Jeanne d'Arc, comme Rage of Bahamut: Genesis ou Ulysses : Jeanne d'Arc et le chevalier alchimiste. Dans cette dernière série d'animation, le protagoniste Montmorency-Laval dote la jeune Jeanne de pouvoirs surnaturels en lui octroyant la pierre philosophale.

## Jeux vidéo
Dans l'univers vidéoludique, Gilles de Rais apparaît dans la série Castlevania. Vampirisé et invoqué par des lieutenants de Dracula, il repose dans un cercueil, revêtu de l'accoutrement du célèbre comte mort-vivant dont il est devenu le principal serviteur. Doté de nombreux pouvoirs magiques, Gilles de Rais affronte les protagonistes du jeu : des chasseurs de vampires qui le confondent avec Dracula lui-même. Le véritable esprit du comte se retrouve dans le corps d'un enfant orphelin, nommé Malus, que le joueur pourra combattre s'il a été suffisamment rapide au cours de son périple. Dans le cas contraire, seul Gilles de Rais est tué tandis que son maître demeure dans le corps de Malus, prêt à resurgir au moment voulu.
Le personnage est également utilisé dans Bladestorm : La Guerre de Cent Ans, jeu de stratégie en temps réel. Par ailleurs, il arbore une chevelure violette et affiche une expression impassible dans Jeanne d'Arc, jeu vidéo de rôle tactique qui mêle histoire et fantasy,,.